# Vincent van Gogh
Vincent Willem van Gogh ([ˈʋɪnsɛnt ˈʋɪlɛm fɑn ˈɣɔx] ; Zundert, 30 marzo 1853 – Auvers-sur-Oise, 29 luglio 1890) è stato un pittore olandese.
Fu autore di quasi novecento dipinti e di più di mille disegni, senza contare i numerosi schizzi non portati a termine e i tanti appunti destinati probabilmente all'imitazione di disegni artistici di provenienza giapponese. Tanto geniale quanto incompreso se non addirittura disprezzato in vita, Van Gogh influenzò l'arte dei contemporanei e dei secoli a seguire, in particolare l'Espressionismo da Henri Matisse a Edvard Munch, a Ernst Ludwig Kirchner, Egon Schiele, Erich Heckel e Emil Nolde.
Iniziò a disegnare da bambino e nonostante le critiche del padre, un pastore protestante che gli impartiva delle norme severe, continuò a interessarsi all'arte finché non decise di diventare un pittore vero e proprio. Iniziò a dipingere all'età di 27 anni realizzando molte delle sue opere più note nel corso degli ultimi due anni di vita. I suoi soggetti consistevano in autoritratti, paesaggi, nature morte di fiori, dipinti con cipressi, rappresentazioni di campi di grano e girasoli. La sua formazione si deve all'esempio del realismo paesaggistico dei pittori di Barbizon e del messaggio etico e sociale di Jean-François Millet.
Dopo diversi anni di sofferenze, patendo anche di frequenti disturbi mentali, nel 1890 si suicidò ad Auvers-sur-Oise, all'età di 37 anni.
La fama artistica delle sue opere verrà riconosciuta soltanto dopo la sua morte.

## Le lettere
La più completa fonte primaria per la comprensione di Van Gogh come artista e come uomo è Lettere a Theo, la raccolta di lettere tra lui e il fratello minore, il mercante d'arte Théo van Gogh, con il quale intratteneva un rapporto particolarissimo e intimo: Théo, infatti, fornì a Vincent sostegno finanziario ed emotivo per gran parte della sua vita. La maggior parte di ciò che ci è noto sul pensiero di Van Gogh e sulle sue teorie sull'arte è scritto nelle centinaia di lettere che lui e il fratello si scambiarono tra il 1872 e il 1890: più di seicento da Vincent a Théo e quaranta da Théo a Vincent.
Il patrimonio epistolare di Vincent e Théo, si è detto, è una documentazione fondamentale, non solo perché raccoglie notizie determinanti per ricostruire la personalità e le tormentate vicende esistenziali del pittore, ma anche perché consente di comprenderne a pieno le concezioni artistiche. Tra il mondo pittorico e quello poietico ed epistolare di Van Gogh, invero, correva una forte compenetrazione: in ragione della celebre formula oraziana ut pictura poësis, infatti, il pittore nelle proprie missive commentò molto dettagliatamente i propri capolavori, che infatti dispongono quasi sempre di una riflessione epistolare in merito al soggetto, all'apparato cromatico, alle circostanze gestative. Anche se molte di queste lettere non sono datate, gli storici dell'arte sono stati in grado di ordinarle cronologicamente. Il periodo in cui Vincent visse a Parigi è il più difficile da ricostruire per gli storici appunto poiché i due fratelli, vivendo insieme, non ebbero bisogno di scriversi.
Oltre alle lettere da Vincent per Théo ne sono state conservate altre e, in particolare, quelle a Van Rappard, a Émile Bernard e alla sorella Wil. Il corpus di lettere è stato pubblicato nel 1913 dalla vedova di Théo, Johanna van Gogh-Bonger, che le rese pubbliche con molta cautela, perché non voleva che il dramma nella vita dell'artista mettesse in ombra il suo lavoro. Van Gogh stesso era un avido lettore di biografie di altri artisti e pensava che la loro vita dovesse essere in linea con le caratteristiche della loro arte fantastica, anche se talvolta poco seria.

## Biografia

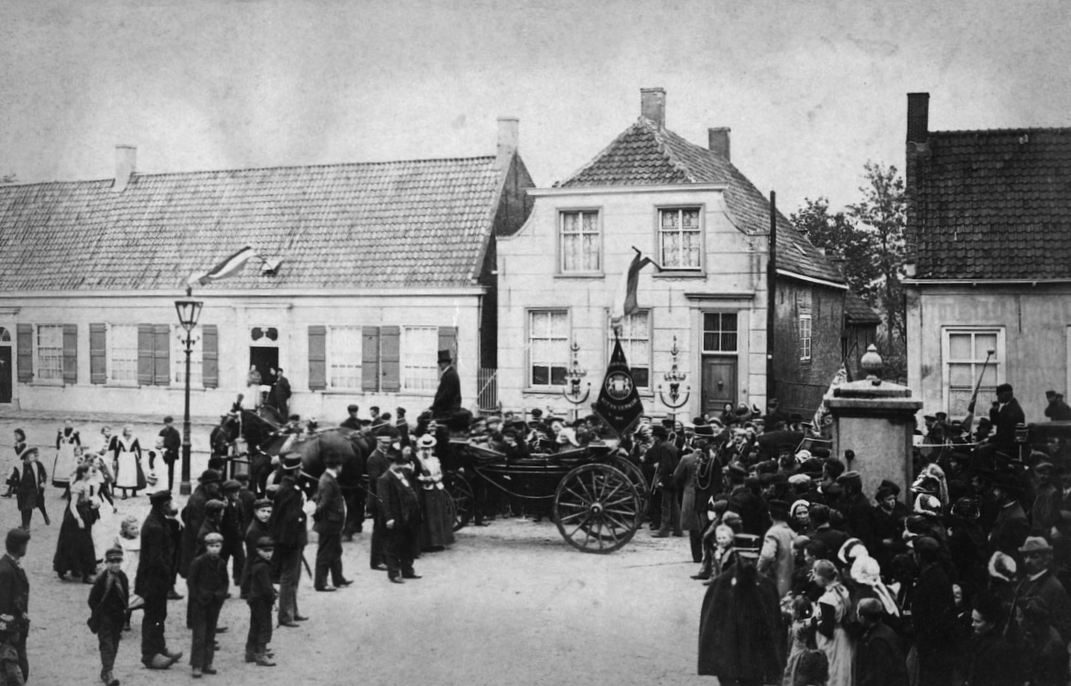
La casa natale di van Gogh a Zundert: Vincent nacque nella stanza sotto il tetto, dalla cui finestra sventola la bandiera

Notizie della famiglia dei van Gogh si rintracciano a L'Aia fin dalla metà del XVI secolo e, a partire dal XVII secolo, quella famiglia trasmise di padre in figlio il mestiere di orefice. Nel primo XIX secolo si ha notizia di un Vincent van Gogh (1789-1874), pastore calvinista e padre di undici figli che praticavano diverse attività: tre di loro erano mercanti d'arte, mentre si sa che Theodorus van Gogh (1822-1885) dal 1º aprile 1849 fu un pastore della Chiesa riformata olandese, residente presso la piccola comunità di Groot-Zundert, un villaggio del Brabante di circa 6000 abitanti. Sposatosi nel 1851 con Anna Cornelia Carbentus (1819-1907), figlia di un facoltoso rilegatore di libri della corte olandese, Theodorus generò con lei un figlio, Vincent Willem Maria, che tuttavia il 30 marzo 1852 fu partorito già morto.
Esattamente l'anno dopo la Carbentus diede alla luce il primo figlio, il futuro pittore, che verrà battezzato Vincent Willem in ricordo del defunto fratellino: «fin dal primo giorno, quindi, la vita di Vincent fu segnata da una triste coincidenza» commenta il critico Rainer Metzger; «numerosi psicologi [...] non mancarono di sottolineare che questo bambino, in un certo senso, era venuto al mondo nell'anniversario della morte di suo fratello e videro in ciò la radice dell'inclinazione dell'artista al paradosso». Theodorus e Cornelia, in ogni caso, ebbero altri cinque figli: Anna Cornelia (1855-1930), Théodorus junior, ben presto denominato semplicemente Théo (1º maggio 1857-25 gennaio 1891), Elisabeth (1859-1936), Wilhelmina Jacoba (1862-1941) e Cornelis (1867-1900). Dal gennaio 1861 al settembre 1864 Vincent van Gogh studiò alla scuola del paese e dal 1º ottobre 1864 frequentò un collegio della vicina Zevenbergen, dove apprese il francese, l'inglese, il tedesco e l'arte del disegno. Dal 1866 frequentò un'altra scuola presbiteriale, la scuola secondaria di Tilburg, avendo quale professore di arte il pittore Constant Cornelis Huijsmans. Ma il 19 marzo 1868, a causa dello scarso rendimento nonché per via di alcuni problemi economici sofferti dal padre, ritornò a Zundert senza aver concluso gli studi. Furono, tutto sommato, anni felici e lieti che verranno ricordati da Vincent con grande nostalgia, come leggiamo nella lettera 573:
(Vincent van Gogh)

### Il lavoro alla Goupil & Cie (1869-1875)
La scarsità del suo profitto scolastico convinse la famiglia a trovargli un impiego: il primo a farsi avanti fu lo zio paterno Vincent, detto «Cent» (1811-1889), già mercante d'antiquariato. Egli persuase il fratello (padre di Vincent) a far sospendere gli studi al nipote, in modo da metterlo al lavoro nel più breve tempo possibile. Infatti nel luglio del 1869 Cent raccomandò il nipote alla filiale dell'Aia della Goupil & Cie, una notissima casa d'aste specializzata nella riproduzione di stampe, ma che non esitava ad avvalersi della collaborazione di pittori celebri. Il giovane Vincent all'inizio si dedicò con grande coscienziosità e dedizione al suo lavoro, che consisteva nel vendere litografie, fotografie, dipinti, calcografie, acqueforti o riproduzioni, per lo più di opere della scuola dell'Aia o dei pittori di Barbizon: tale mestiere, inoltre, lo stimolava ad approfondire tematiche culturali ed artistiche, a leggere molto e a frequentare musei e collezioni d'arte. Mantenne i contatti con la famiglia, che dal gennaio del 1871 si era trasferita a Helvoirt, dove il padre Theodorus svolgeva la sua attività pastorale. Vincent, oltre a incontrare frequentemente a L'Aia il fratello Théo, intraprese con lui una corrispondenza che sarebbe durata per tutta la vita.
Nel 1873 il giovane Vincent fu trasferito nella filiale Goupil di Bruxelles e a maggio in quella di Londra. Durante il trasferimento nella capitale inglese van Gogh si fermò per alcuni giorni a Helvoirt, dai genitori, per poi fare una veloce sosta a Parigi, rimanendo affascinato dalla bellezza della città e dai fermenti culturali che l'animavano: la visita del Louvre e delle esposizioni al Salon lo colpirono profondamente. A Londra disegnò schizzi di scorci cittadini, che tuttavia non conservò (ne rimane solo uno, peraltro assai rovinato e scoperto nel 1977, raffigurante la casa dove visse). Qui il giovane Vincent condusse una vita schiva e appartata e fu funestato dalla prima, cocentissima, delusione amorosa. Egli, infatti, aveva sviluppato una forte infatuazione nei confronti di Eugenie Loyer, figlia di Ursula, proprietaria della pensione presso la quale risiedeva: quando alla fine giunse a dichiararsi, Vincent - inesperto di questioni amorose - scoprì tuttavia che la giovane era già fidanzata.
Subito dopo esser stato respinto van Gogh precipitò in una profonda crisi depressiva e, per alleviare la sua prostrazione, chiese e ottenne di essere trasferito a L'Aia. Da questo momento iniziò a trascurare il suo lavoro, suscitando la disapprovazione dei superiori e dei colleghi: a poco servirono le premure dello zio Cent, che tentò di aiutare il nipote allocandolo presso la succursale parigina della Goupil e, poi, nuovamente a Londra.
I suoi interessi erano ormai definitivamente rivolti verso le tematiche religiose: la Bibbia aveva ormai preso il posto di quei libri che avevano sì conquistato il suo cuore, ma che ora risultavano inadeguati al suo slancio religioso (nella lettera 36a, rivolta a Théo, scrive: «Ho intenzione di distruggere tutti i miei libri: Michelet, ecc. Vorrei che tu facessi altrettanto»). Van Gogh, tuttavia, non mancò affatto di coltivare la sua passione artistica, frequentando i musei parigini più prestigiosi e familiarizzando con le opere di Jean-François Millet e di Jean-Baptiste Camille Corot e con la pittura seicentesca olandese. I dirigenti della Goupil erano sempre più scontenti di lui, anche perché nel Natale del 1875 lasciò senza preavviso il lavoro, per andare a trovare la famiglia, che allora risiedeva a Etten, un piccolo paese nei pressi di Breda: anche il suo comportamento professionale, d'altronde, era totalmente insoddisfacente e addirittura dannoso per la salute finanziaria dell'azienda («i suoi ripetuti consigli ai clienti di acquistare pezzi a buon mercato facevano onore, è vero, alla sua onestà, ma non incrementavano certo il volume d'affari», osserva il Metzger). Vincent, ormai, riteneva sterile e mortificante la collaborazione con un'attività che sentiva profondamente estranea e il 1º aprile 1876 fu congedato.

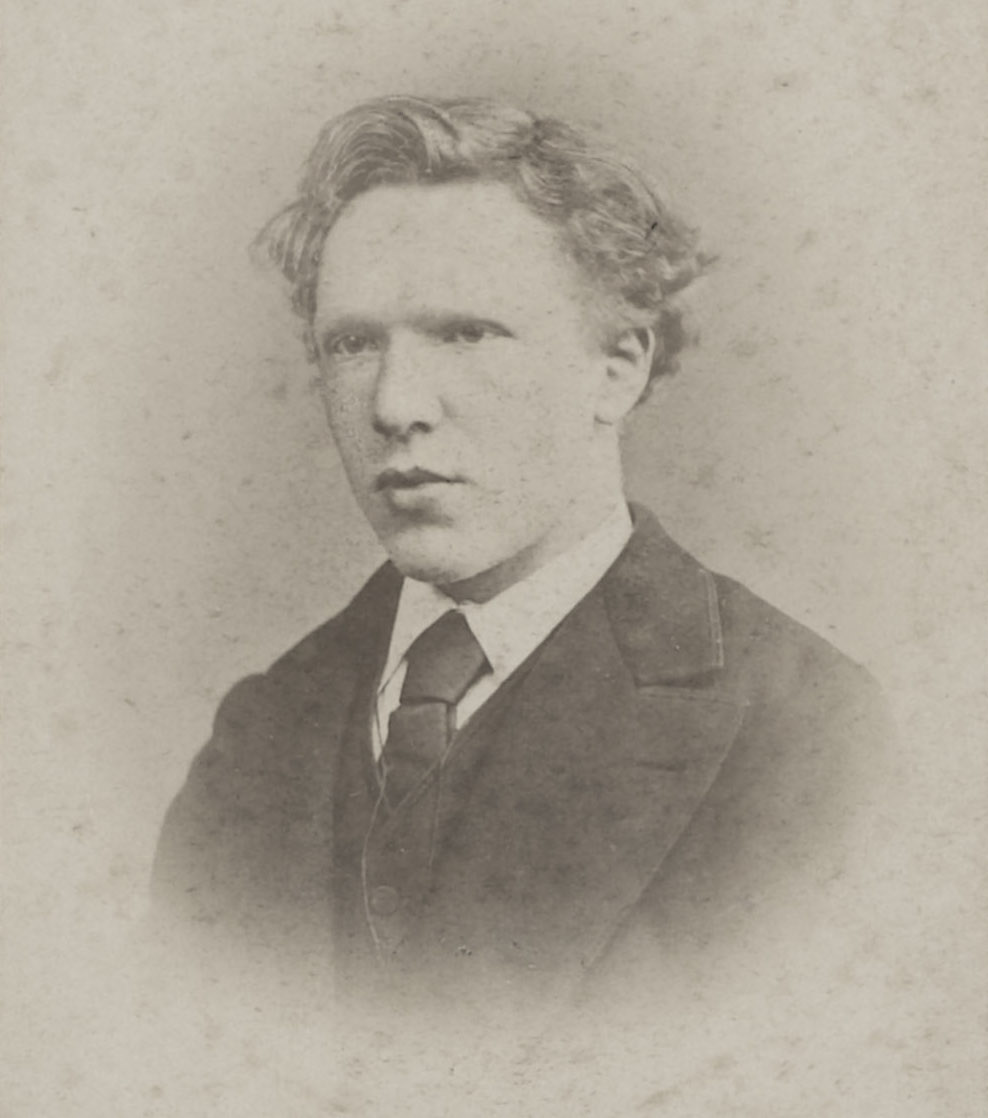
Van Gogh nel 1873, anno in cui prestava servizio presso i Goupil

### La missione sociale e religiosa (1876-1880)

#### «Sono afflitto, ma sempre lieto»
Il 16 aprile 1876 van Gogh partì per Ramsgate, un sobborgo industriale alla periferia di Londra dove trovò lavoro come supplente presso la scuola del reverendo metodista William Port Stokes. Nonostante l'esiguità della retribuzione, limitata a vitto e alloggio, Vincent in questo modo poté vivere a pieno il proprio misticismo religioso, coltivato sul modello del padre. Successivamente proseguì l'insegnamento a Isleworth, dove la scuola si era trasferita: qui collaborò anche con un pastore metodista che teneva un'altra piccola scuola e in ottobre pronunciò il suo primo sermone, ispirato da un quadro di Boughton, il Pellegrino sulla via di Canterbury al tempo di Chaucer: 
In questo testo erudito e ispirato è cristallizzata l'essenza più genuina della religiosità di van Gogh, votata a un ritorno ai valori francescani e paolini: egli, insomma, seguì un orientamento liturgico «che oscilla confusamente fra malinconia e contrizione, male d'amore e umiltà, dolore universale e tristezza personale» e che predicava una completa rinuncia alla brama di beni terreni, nel segno di un rapporto più umile e sincero con la propria interiorità, in modo tale da essere pienamente partecipi della natura divina e della beatitudine eterna, nonostante le transeunti tribolazioni terrene. Van Gogh, poi, riassume in nuce questi ideali trinitari dichiarandosi «afflitto ma sempre lieto»: si tratta di una frase desunta dalla seconda lettera di San Paolo ai Corinzi, una espressione che compare spesso nelle lettere che Vincent ebbe a scrivere in quel periodo e che, nel paradosso del dolore ben accetto, esemplifica splendidamente gli ideali vangoghiani dei quali si è appena discorso. Nonostante si fosse ormai completamente rifugiato nella religione, van Gogh continuò a interessarsi di arte, e frequenti furono le sue visite alle gallerie di Hampton Court, dove poteva ammirare le opere di Holbein, di Rembrandt, del Rinascimento italiano e della scuola olandese del Seicento.

#### Nel Borinage
Tornato in famiglia per Natale, van Gogh fu dissuaso dai genitori, spaventati dalle sue precarie condizioni psicofisiche, dal ripartire per l'Inghilterra. Lo zio Cent gli trovò così un altro lavoro come commesso presso la libreria Blussé & Van Braam di Dordrecht. Anche in questo caso, tuttavia, van Gogh trascurò l'impiego, preferendo «lavorare» nel retrobottega dove poteva tradurre la Bibbia in inglese, francese e tedesco, forte delle proprie competenze linguistiche. Importante, a Dordrecht, fu l'amicizia con il coinquilino Paulus van Görlitz (entrambi, infatti, vivevano presso la casa del commerciante di cereali Rijkens), il quale in uno scritto tratteggia molto vividamente la personalissima religiosità che animava l'amico, assetato di purificazione e di sentimenti puri:
(P. C. Görlitz)
Con l'aiuto di Görlitz Vincent van Gogh riuscì a convincere il padre a lasciargli tentare gli esami di ammissione alla facoltà di teologia di Amsterdam, dove andò a vivere con Johannes van Gogh, un fratello del padre che aveva fatto strada diventando comandante del cantiere navale della Marina. Grazie all'intercessione di Jan, inoltre, Vincent frequentò anche uno zio materno, dal quale si fece impartire lezioni di latino e di greco. Continuò a coltivare le sue inclinazioni artistiche, esercitandosi instancabilmente e visitando assiduamente il Trippenhuis e il Rijksmuseum. La sua fame insaziabile di letture lo spinse ad attingere con voracità dalle biblioteche più disparate, e per un certo periodo frequentò persino una scuola domenicale, alla quale tuttavia rinunciò ben presto ritenendola inconcludente per le proprie istanze religiose.
Respinto agli esami di ammissione, dall'agosto del 1878 van Gogh frequentò un corso trimestrale di evangelizzazione in una scuola dall'impronta più pratica ubicata a Laeken, presso Bruxelles, dalla quale tuttavia fu ritenuto inidoneo a svolgere l'attività di predicatore laico. Nonostante questi reiterati fallimenti la sua vocazione religiosa non si prosciugò e, con determinata perseveranza, Vincent riuscì ad ottenere un incarico semestrale presso la Scuola Evangelista di Bruxelles e andò a vivere a Wasmes, nel Borinage, una regione carbonifera belga dove i lavoratori vivevano in condizioni di estremo disagio. In questo miserabile centro minerario, povero tra i poveri, van Gogh si prese cura dei malati e predicò la Bibbia ai minatori. La sua abnegazione, improntata a quell'umanitarismo cristiano cui aveva aderito anche il padre, era zelante e assetata di assoluto:
(Vincent van Gogh)

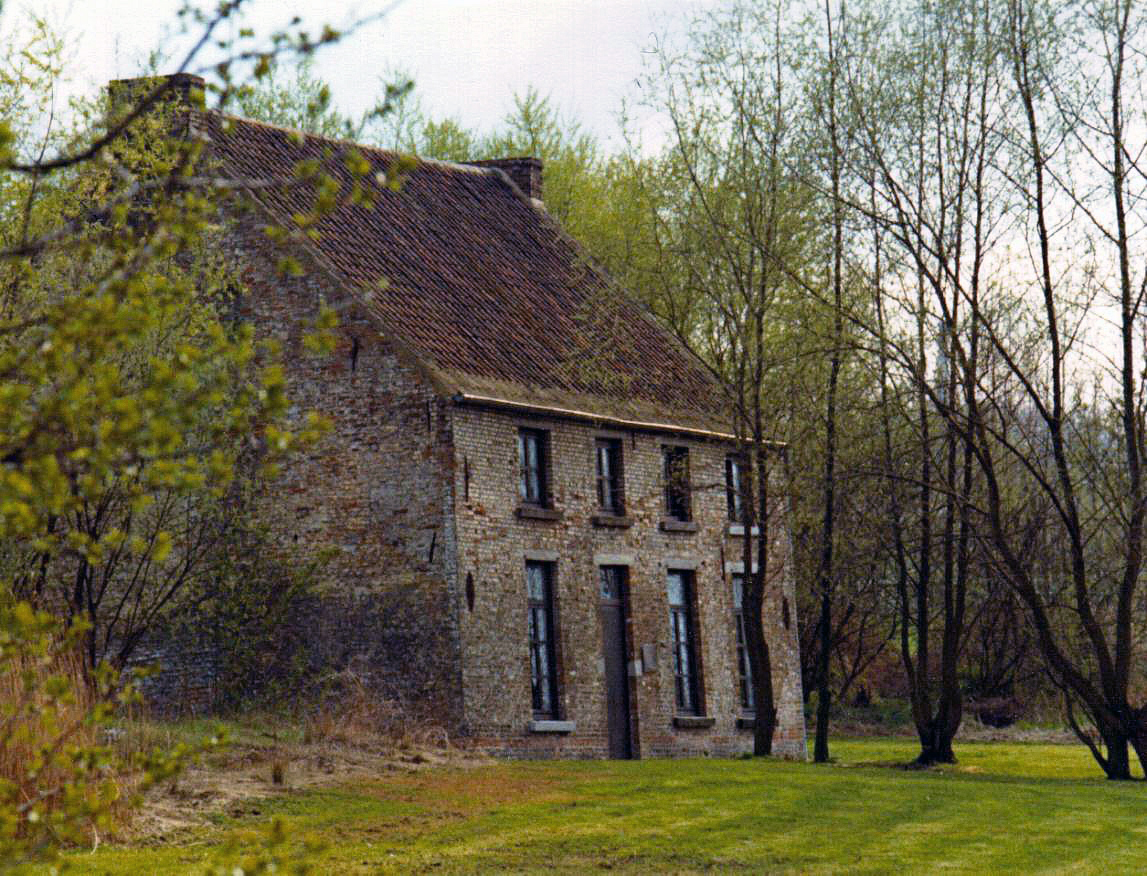
L'abitazione di van Gogh a Cuesmes

Nel Borinage van Gogh dormiva sulla paglia, in una baracca cadente (sull'esempio di san Francesco e come i minatori stessi), soccorreva i malati e aiutava i bisognosi, con i quali condivideva l'acqua, il cibo, persino gli indumenti. Se questa totale devozione verso il prossimo valse a Vincent la stima incondizionata dei minatori, i suoi superiori furono indispettiti da un impegno sociale così radicale (che non solo indispettiva i benpensanti ma dava adito anche a rivendicazioni sociali) e perciò, una volta scaduti i sei mesi di prova, non gli rinnovarono il contratto di catechista: la glaciale motivazione del Consiglio Ecclesiastico fu che «aveva preso troppo alla lettera il modello evangelico». Senza né mezzi, né fiducia verso se stesso, van Gogh continuò a svolgere quella che considerava una missione: si trasferì nel vicino paese di Cuesmes dove visse con un minatore del luogo e, pur indigente, cercò ancora di aiutare chi stava in realtà peggio di lui, arrivando a cedere il suo letto ai malati, curando personalmente i feriti delle esplosioni e tagliando i propri vestiti per trasformarli in bende.

### La svolta artistica (1881)
A nulla, tuttavia, era servito logorare il proprio fisico e il proprio spirito al servizio del prossimo. La svolta definitiva si verificò quando Vincent individuò nella pittura un metodo migliore per diffondere il messaggio evangelico e per mostrare solidarietà verso quei lavoratori così sfruttati, prostrati e bisognosi. Van Gogh, insomma, intendeva sublimare i propri tormenti nella professione artistica, riconoscendo in un simile atto creativo un modo ideale per riscattare la straziata insoddisfazione che lacerava il suo animo e per trovare la propria strada nel mondo: «Fino ad ora sono stato un fannullone per forza ... non sempre uno sa quello che potrebbe fare, ma lo sente d'istinto: eppure sono buono a qualcosa, sento in me una ragione d'essere!».

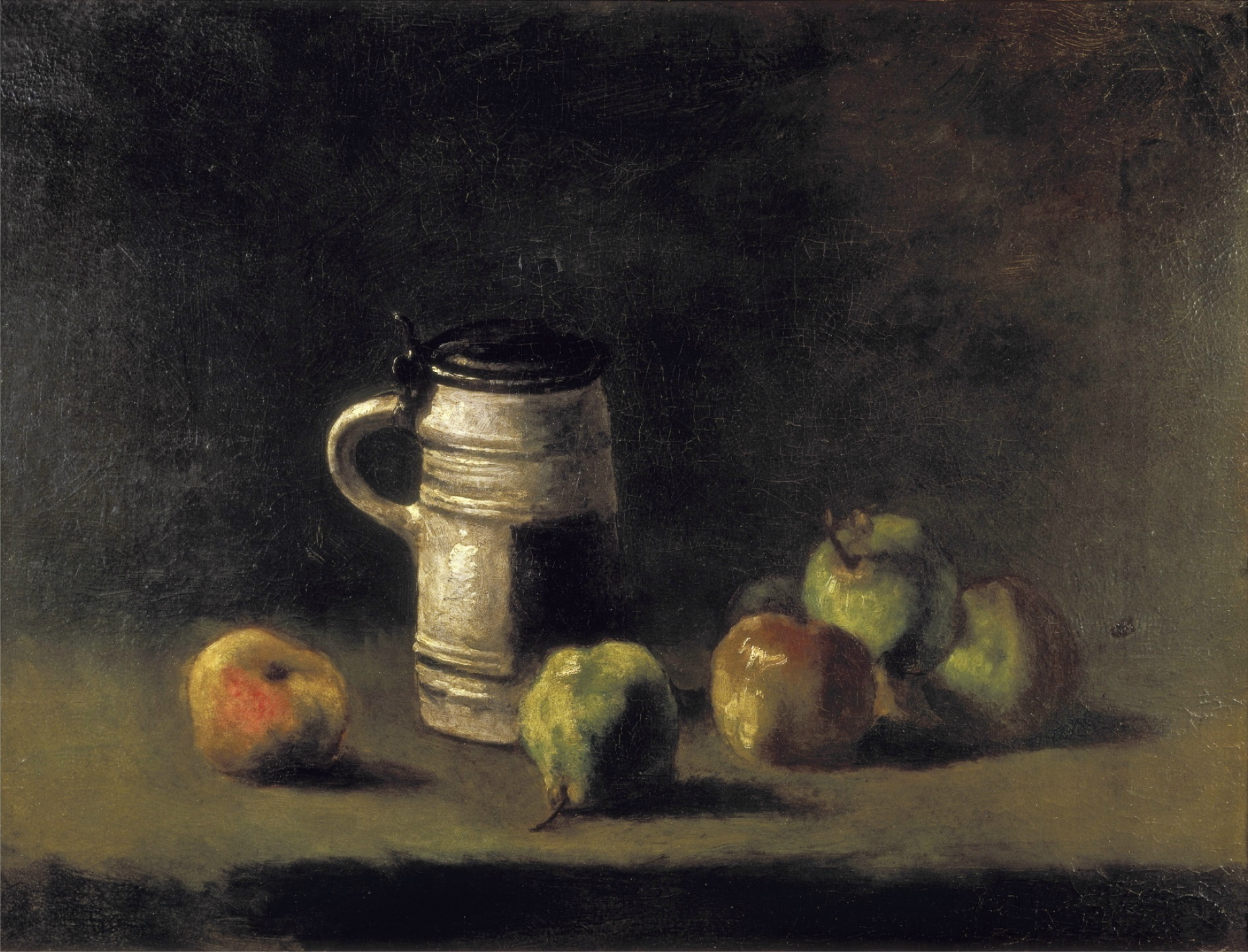
Vincent van Gogh, Natura morta con boccale da birra e frutta (Etten, dicembre 1881); olio su tela, 44,5x57,5 cm, Von Der Heydt Museum, Wuppertal. F 1a, JH 82.

Fondamentali, in tal senso, sono state le sollecitazioni di Théo. Egli, infatti, non condivideva il desiderio del fratello di dedicarsi alla predicazione ai poveri e, per questo motivo, interruppe furente il loro legame epistolare: Vincent, tuttavia, dopo l'esaurirsi delle sue aspirazioni mistiche sentì il desiderio di ricontattarlo e di comunicargli le proprie incertezze sul suo futuro. Al fratello, che nel frattempo si era impiegato presso la filiale parigina di Goupil, egli rivolse le seguenti parole: «Quando mi trovavo in un altro ambiente, un ambiente di quadri e di oggetti d'arte, mi prese, come ben sai, una violenta passione, un entusiasmo per quell'ambiente. E non me ne pento e, ancora adesso, lontano dal paese, ho spesso nostalgia dei quadri ... Bene, ora non sono in quell'ambiente. Pure ... invece di soccombere al male del paese, mi sono detto: il paese e la patria sono ovunque. E quindi, invece di abbandonarmi alla disperazione, ho optato per la malinconia attiva, per quel tanto che mi consentiva l'energia, in altre parole ho preferito la malinconia che spera, che aspira e che cerca, a quell'altra che, cupa e stagnante, dispera» (lettera 133). Van Gogh, d'altronde, si era sempre sentito a suo agio nel «paese dei quadri», anche negli anni più bui e disperati. Si pensi come nel giugno 1880, quando la sua crisi spirituale era in uno stadio di massima virulenza, Vincent si sia recato, senza denaro né viveri, a Courrières, nel dipartimento del Passo di Calais, per poter conoscere il pittore Jules Breton, che ammirava molto: egli, tuttavia, si intimidì all'idea di incontrarlo nello stato in cui era, nonché alla vista del «suo nuovo atelier [...] di un'inospitalità agghiacciante»: e ritornò indietro, dormendo sulla paglia, in casolari abbandonati.

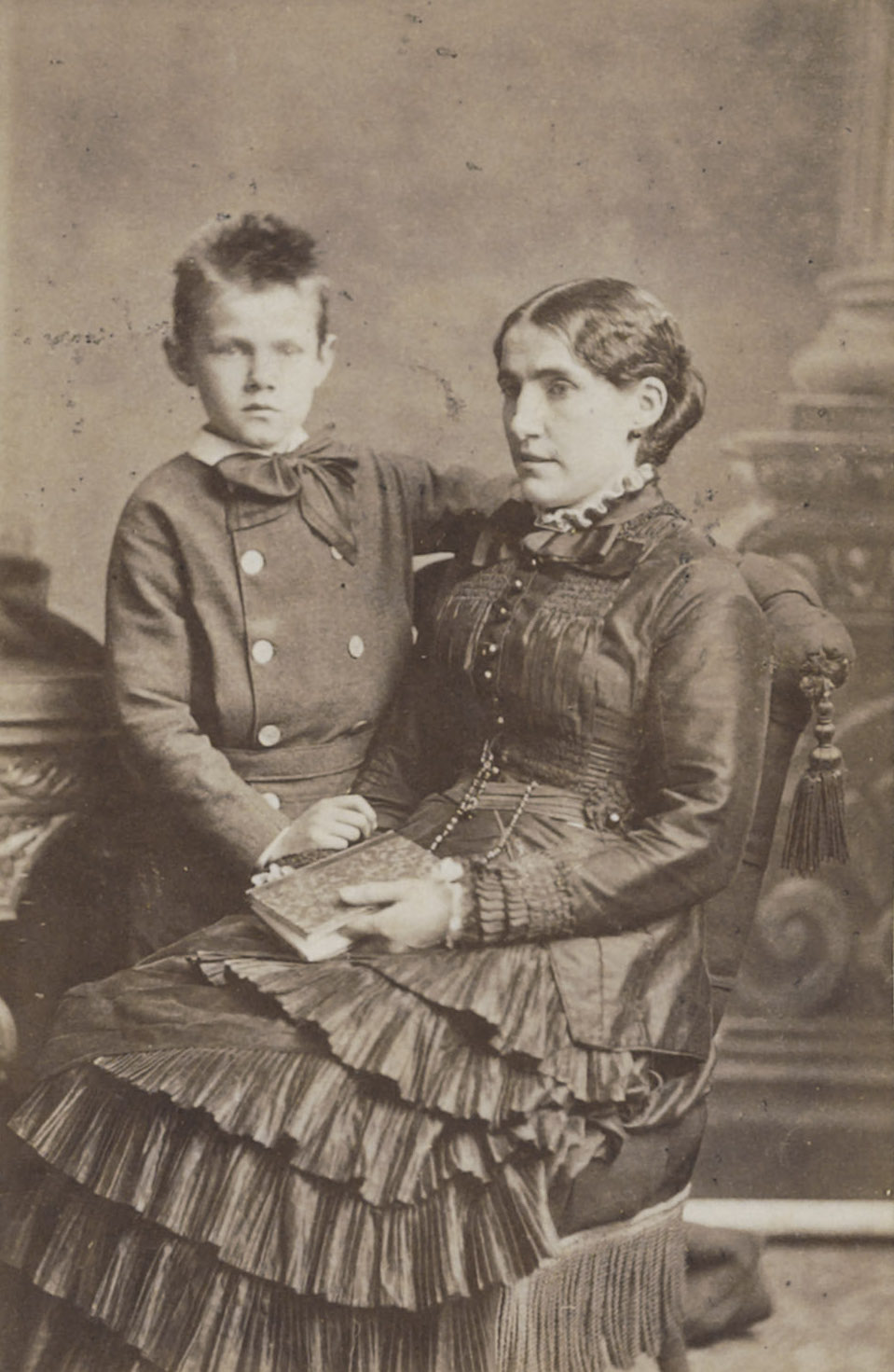
Kee Vos-Stricker con il figlio Jan (foto scattata nel 1879–80 circa)

Van Gogh aveva coltivato sin da piccolo la sua vocazione pittorica, ma non l'aveva approfondita in modo sistematico e continuativo con corsi o letture di manuali. Per iniziare, Vincent, armato di una tenace volontà espressiva, lesse il Cours de dessin e l'Exercices au fusain di Charles Bargue, copiando tutte le tavole e gli eserciziari ivi proposti. Grazie a Théo, che gli inviava le nuove pubblicazioni di Goupil, van Gogh formò i primi suoi orientamenti di gusto, dimostrando una singolare predilezione per i dipinti di Jean-François Millet, pittore realista dei contadini e della povera gente. Ormai completamente votatosi alle Belle Arti, nell'ottobre 1880 Vincent si recò a Bruxelles: «sento che è assolutamente necessario avere sotto gli occhi delle buone cose, e come pure veder lavorar gli artisti [...] una volta padrone della matita o dell'acquerello o dell'acquaforte, potrò ritornare al paese dei minatori di carbone o dei tessitori per lavorare meglio, ispirandomi alla natura più di quanto possa fare qui. Ma prima devo impadronirmi un poco della tecnica». Il soggiorno brussellese fu assai fecondo: Vincent, infatti, familiarizzò sempre più con il disegno prospettico e anatomico e, soprattutto, rilevò come le sue aspirazioni pittoriche fossero finalmente condivise dai genitori, contentissimi che il figlio avesse superato la sua crisi di misticismo e che stesse finalmente studiando per un mestiere redditizio e ragguardevole, seppur tardivamente. Vincent restò a Bruxelles sino all'aprile 1881, quando si trasferì dai genitori a Etten, città presso la quale Théodorus era stato chiamato per il suo pastorato. La vita familiare a Etten procedette senza scossoni: anzi, Vincent aveva anche l'opportunità di stare fisicamente con Théo e di discutere con lui delle proprie paure e incertezze professionali. A frantumare l'equilibrio sopraggiunse, proprio malgrado, una cugina di Vincent, Cornelia Adriana Vos-Stricker, detta Kee: era costei una donna rimasta vedova da poco tempo, ma che catturò subitaneamente il cuore di van Gogh, che se ne disse profondamente innamorato. Kee, tuttavia, non aveva ancora superato il lutto per il marito e pertanto respinse Vincent, complici anche le dure polemiche provenienti dai genitori di entrambi, i quali ritenevano inopportuni, se non penosi, dei corteggiamenti così insistenti. Vincent, per di più, maturava intanto una vera e propria idiosincrasia nei confronti degli ambienti accademici: fu questa la goccia che fece traboccare il vaso, siccome Théodorus e Anna si erano sempre mossi nel solco del conformismo più rigoroso e mai avrebbero potuto accettare che il primogenito non facesse altrettanto. Van Gogh, lungi dall'obbedire ciecamente alle imposizioni familiari, si sfogò con Anthon van Rappard, un pittore che aveva conosciuto a Bruxelles:
(Vincent van Gogh)

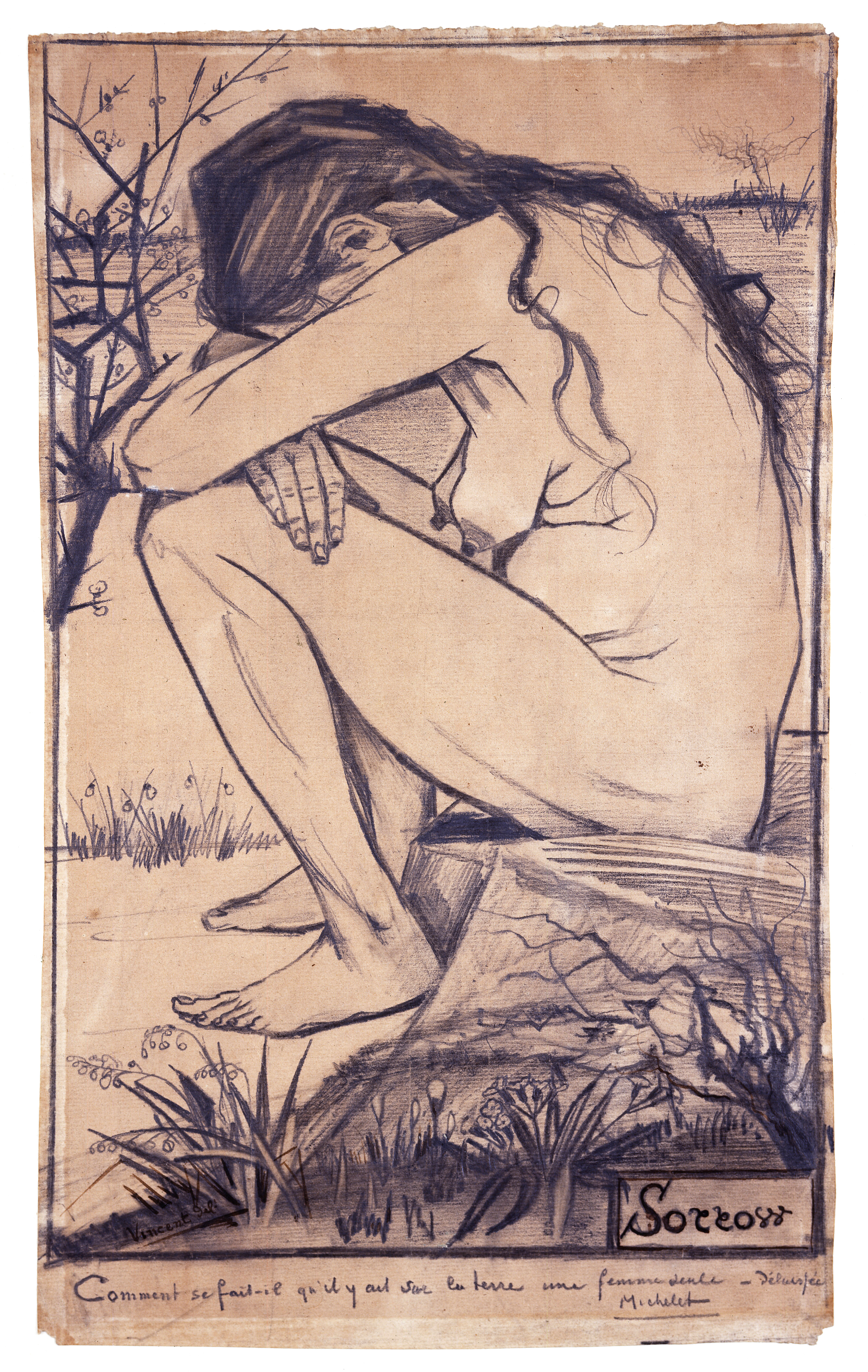
Vincent van Gogh, Dolore (6-9 novembre 1882); gesso nero, 44,5×27 cm, The New Art Gallery, Walsall. F 929a, JH 130

«Ma il giorno in cui ti innamorerai, ti accorgerai con stupore dell'esistenza di una forza che ti spinge ad agire e sarà la forza del cuore»: la lettera 157 inviata a Théo è altrettanto eloquente. Nell'estate 1881 van Gogh, per sottrarsi all'ostracismo dei genitori, si recò all'Aja, dove discusse con i pittori Teersteg e Mauve delle proprie aspirazioni artistiche. Nonostante la lontananza, il sentimento per Kee non scemava e, in autunno, Vincent le avanzò una proposta concreta di matrimonio: al suo rifiuto di riceverlo, di fronte ai genitori della donna, egli si ustionò volontariamente una mano sulla fiamma di una lampada, intendendo mostrare e dimostrare loro la serietà delle sue intenzioni, ma ne fu violentemente scacciato. Seppur lacerato da pensieri suicidi a causa dell'innamoramento non corrisposto, Van Gogh in questo periodo lavorò alacremente, producendo sotto l'influenza del Mauve una Natura morta con cavolo e zoccoli e una Natura morta con boccale di birra e frutta. L'aiuto economico di Mauve e del fratello (che gli inviava mensilmente del denaro) gli permisero di potersi mantenere per un po' a L'Aia; malgrado ciò, dopo pochi mesi, litigò con il pittore, che spingeva Vincent a esercitarsi copiando calchi in gesso, mentre lui ostinato continuava nel volersi ispirare direttamente alla realtà. Sebbene Van Gogh avrà sempre molta difficoltà a relazionarsi con altri pittori, anche quelli che lui stimasse fortemente, il punto focale della disistima restava il senso dell'assurdità di voler copiare da una materia fredda e artefatta piuttosto che dalla Natura. In questo periodo l'unico che mostrava considerazione per le sue possibilità era il connazionale Johan Hendrik Weissenbruch (1824-1903), artista già noto e apprezzato.

### A Nuenen (1883-1885)

#### Sien
Caduta l'idea di matrimonio con Kee, nel gennaio 1882 Vincent si infatuò di una prostituta trentenne, alcolizzata e butterata dal vaiolo, tale Christine Clasina Maria Hoornik, detta «Sien», madre di una bambina e in attesa di un altro figlio, non di Vincent. «Non si può vivere troppo a lungo e impunemente senza una donna. E io non credo che quello che alcuni chiamano Dio, altri Essere Supremo e altri ancora Natura possa essere irragionevole e spietato. In altre parole, sono arrivato a questa conclusione: devo cercare di trovarmi una donna. E, grazie a Dio, non ho dovuto cercare troppo a lungo»: in questa lettera (la n. 164), parlando della propria relazione con Sien, Vincent rivela la propria concezione sulla Natura, razionale eppure misericordiosa, e in grado per questo di fargli trovare una donna con cui sposarsi. Dopo il parto Sien e Vincent vissero insieme ed egli, preso da un instancabile zelo missionario, pensò anche di sposarla, sperando di sottrarla alla sua triste condizione. Scrisse al pittore van Rappard: «Quando la terra non viene messa alla prova, non se ne può ottenere nulla. Lei, è stata messa alla prova; di conseguenza trovo più in lei che in tutto un insieme di donne che non siano state messe alla prova dalla vita».
Van Gogh, con la frequentazione di Sien, contrasse tuttavia la gonorrea e fu ricoverato in ospedale dove - secondo le lettere a Theo - eseguì un ritratto, andato perduto, del dottor Cavenaille, il medico che lo ebbe in cura. Se Sien riuscì con l'aiuto di Vincent a emanciparsi in un primo tempo dalla prostituzione, è pur vero che le conseguenze di questo recupero furono gravissime: i guadagni derivanti da tale attività, infatti, scomparvero ed il pittore, per non fare la fame, fu costretto ad abbandonare momentaneamente i pennelli, oppresso com'era da problemi finanziari pesantissimi.
(Lettera 259)

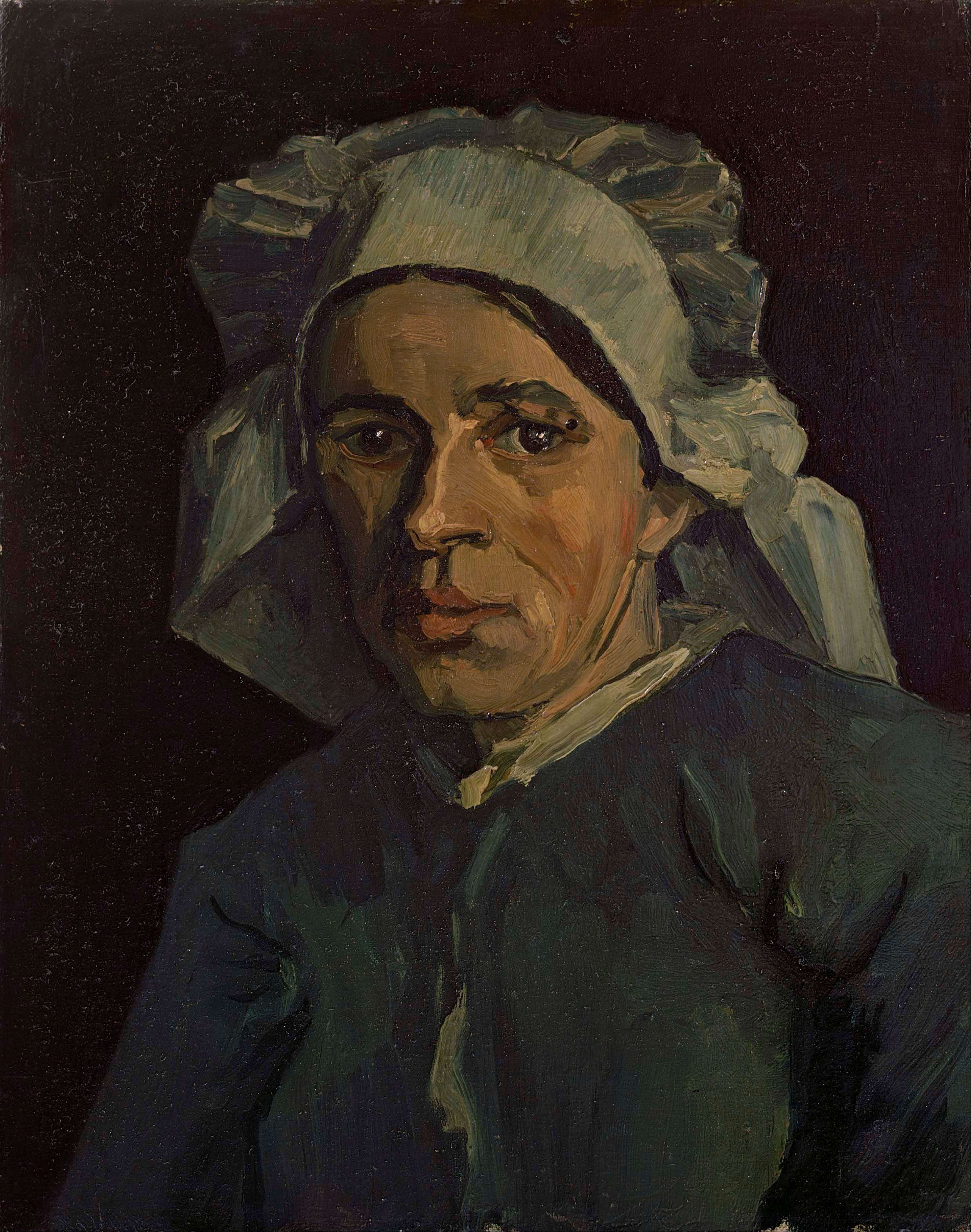
Vincent van Gogh, Testa di contadina con cuffia bianca (Nuenen, dicembre 1884); olio su tela su tavola, 42x34 cm, Van Gogh Museum, Amsterdam. F 156, JH 569.

La situazione si fece ben presto insostenibile per entrambi: Vincent, da un lato, non voleva più soffocare le proprie aspirazioni artistiche e quindi tornò a dipingere, convinto com'era ormai peraltro dell'inutilità dei suoi tentativi di redenzione dell'amata, dacché Sien, di contro ai suoi sacrifici e d'altronde stanca di vivere di stenti, ritornava a prostituirsi, con grande rammarico del pittore. Alla fine van Gogh comprese come il suo destino e quello di Sien fossero inconciliabili e, assecondato e sostenuto da Théo, lasciò la donna. Il naufragio dei suoi progetti familiari spronò Vincent a dedicarsi con maggiore assiduità all'arte: nel settembre del 1883, ancora alla ricerca di personaggi autentici calati in ambienti lavorativi reali e duri, andò a vivere nel nord dei Paesi Bassi, nella Drenthe, regione ricca di torbiere, spostandosi spesso e ritraendo gli operai e i contadini della regione intenti al lavoro. Si recò anche a Nieuw-Amsterdam e a Zweeloo, sperando invano di conoscere il pittore Max Liebermann che aveva abitato nei dintorni. In compenso, la gita a Zweeloo venne da lui immortalata in vari disegni e in una vivissima lettera a Théo. Isolarsi dal mondo, tuttavia, non era la soluzione ai suoi problemi: lo stesso Vincent ne era consapevole, e non sopportando più la solitudine nel dicembre del 1883 tornò a vivere con i genitori, che nel frattempo si erano trasferiti a Nuenen, nel Brabante. «Vincent si è ormai lasciato alle spalle gli anni della formazione. Ha trent'anni ...» commenta il Metzger «... purificato dal fervore religioso e dal bisogno di sacrificarsi per il prossimo, dal sogno di una vita familiare e dalla delusione di un abbandono annientante, ha recuperato in sé una sorta di superiorità che gli consente di sviluppare la propria arte indipendentemente dalle condizioni in cui vive. A Nuenen crea presto i primi capolavori, i primi "Van Gogh"».

#### Il trasferimento
«Mi rendo conto che Pa e Ma pensano a me per istinto ... hanno la stessa paura di accogliermi in casa che avrebbero se si trattasse di un grosso cagnaccio. Quello magari si metterebbe a correre per le stanze con le zampe bagnate, sarebbe rozzo, travolgerebbe tutto strada facendo. E abbaia forte. In poche parole, è uno sporco animale ... Ma la bestia ha una storia umana e, anche se è soltanto un cane, ha un'anima umana, e molto sensibile anche»: questo Vincent scrive a Théo nella lettera 346, rivelandogli la sua paura di andare a Nuenen dai genitori. Certo, le liti con il padre furono quotidiane, ma trasferirsi a Nuenen fu una scelta vincente: nel piccolo centro brabantino, infatti, Vincent realizzò quasi duecento quadri e numerosissimi acquerelli e disegni, grazie all'aiuto offertogli proprio dai genitori, che preoccupati dal suo temperamento estremamente malinconico decisero di favoreggiare le sue aspirazioni artistiche allestendogli un rudimentale atelier presso il presbiterio. Protagonisti di queste sue opere sono i tessitori al lavoro, il villaggio di Nuenen e, ovviamente, i contadini, ai quali Vincent dedicò I mangiatori di patate, il capolavoro del suo periodo olandese:
(Vincent van Gogh, lettera n. 404 a Théo van Gogh, aprile 1885.)

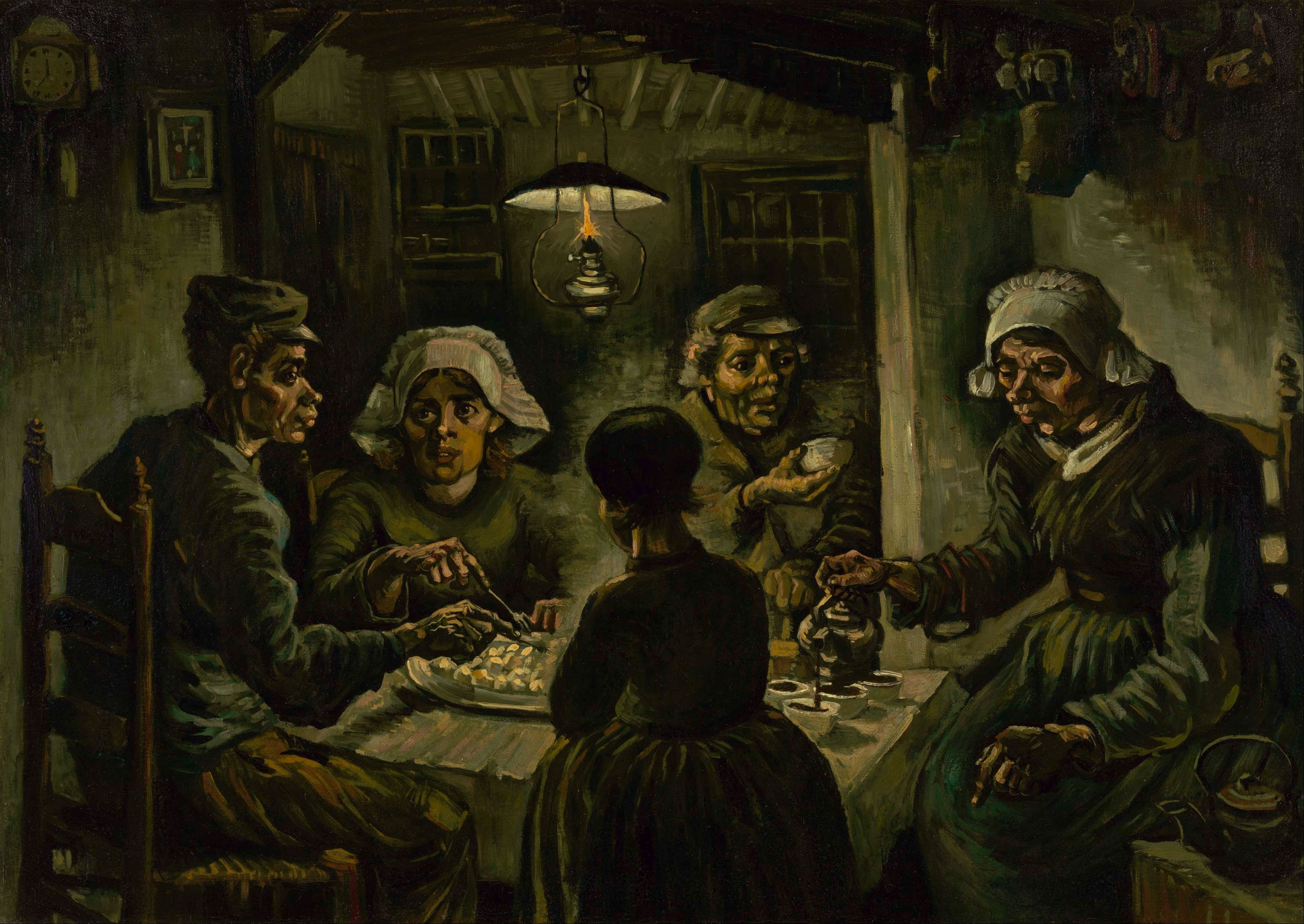
Vincent van Gogh, I mangiatori di patate (Nuenen, aprile 1885); olio su tela, 81,5x114,5 cm, Van Gogh Museum, Amsterdam. F 82, JH 764.

A Nuenen, per di più, Vincent tenne lezioni di pittura ad alcuni pittori dilettanti di Eindhoven che occhieggiavano alle sue spalle, fra i quali vi era anche il conciapelli Anton C. Kerssemakers, con il quale strinse una bella amicizia. Si iniziò, in un certo senso, a riconoscere il valore della sua arte: il gioielliere Charles Hermans gli commissionò diversi quadri decorativi legati al ciclo delle stagioni, e il commerciante di colori Leurs dell'Aja arrivò persino ad esporre alcune sue opere nella vetrina del suo negozio.
Se questo soggiorno fu assai fecondo sotto il profilo artistico, lo fu assai meno dal punto di vista privato. La madre era costretta a letto a causa di una gamba rotta durante una discesa maldestra dal treno. Molti abitanti di Nuenen lo guardavano con diffidenza e sospetto, soprattutto dopo le insinuazioni del parroco che fosse Vincent responsabile della gravidanza di una giovane contadina, Gordina De Groot: il suo fidanzamento con una donna del villaggio, Margot Begemann, si concluse tragicamente, con il tentato avvelenamento da parte di lei (nessuno, infatti, approvava quest'unione). Il colpo più grande, tuttavia, gli fu sferzato da un repentino accadimento familiare: il 26 marzo 1885, dopo un violento alterco con Vincent, il padre morì all'improvviso, stroncato da un insulto apoplettico a soli sessantatré anni. Nonostante gli amari dissapori presenti tra i due, l'inaspettata morte di Theodorus amareggiò molto Vincent, che tentò di sfogare i propri tumulti interiori anche per via artistica.

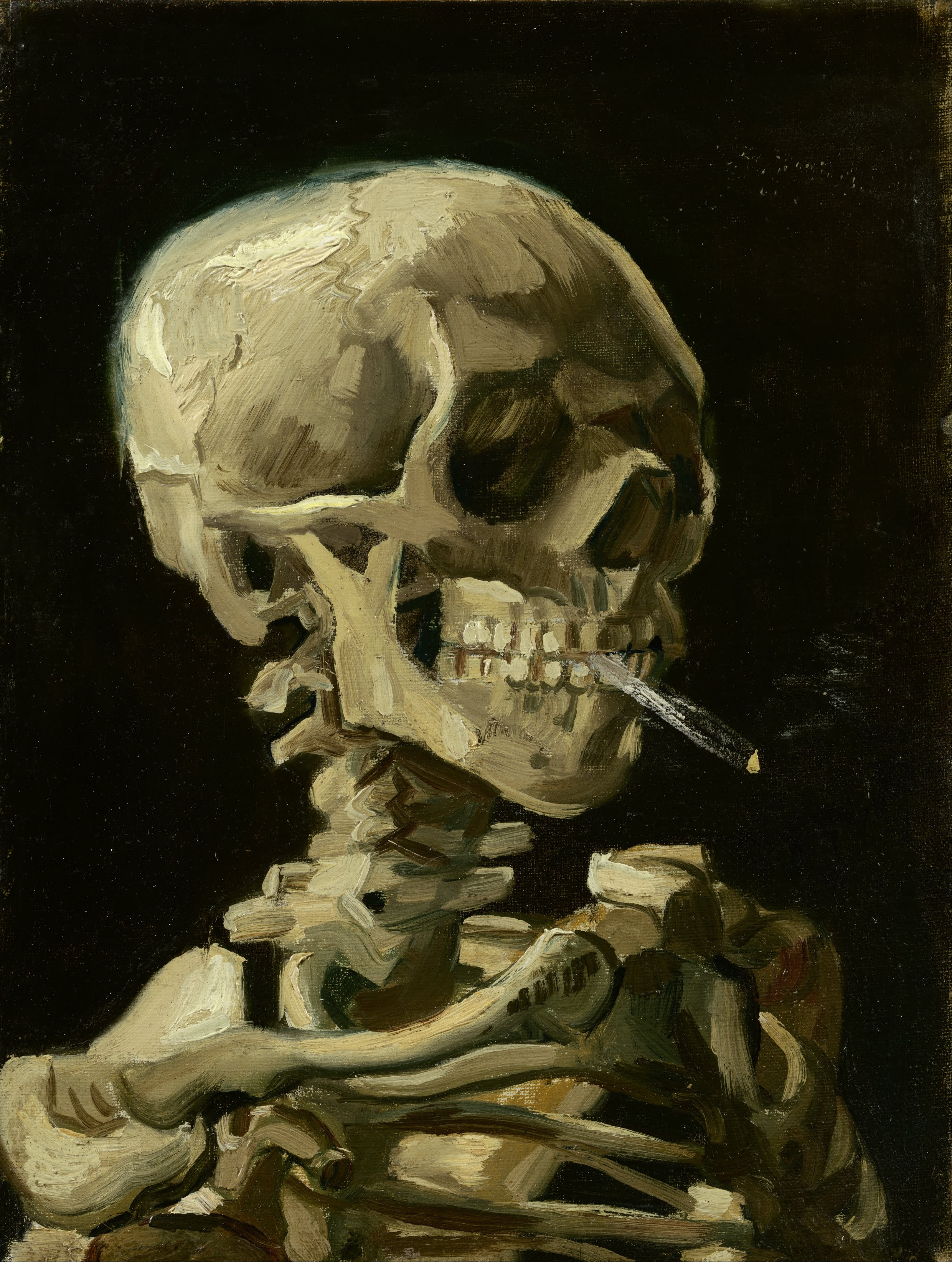
Vincent van Gogh, Teschio con sigaretta accesa (Anversa, inverno 1885-86); olio su tela, 32×24,5 cm, Van Gogh Museum, Amsterdam. F 212, JH 999.

### Anversa e Parigi (1886-1887)

#### Anversa
Un breve viaggio in Olanda, ad Amsterdam, e l'importante visita al Rijksmuseum gli permisero di riscoprire Frans Hals e Rembrandt, che riconobbe come gli ideali anticipatori della sua ricerca formale. In seguito, comprendendo di non poter rimanere in un paesino come Nuenen (il curato cattolico, a causa dell'episodio di Gordina de Groot, aveva proibito ai parrocchiani di posare per Vincent, che da allora era stato costretto a dipingere solo nature morte), nel novembre del 1885 si trasferì a pensione ad Anversa, frequentando le chiese ed i musei della città, dove ammirò il vivace colorismo di Rubens:
Altrettanto importante fu la ricezione delle stampe giapponesi, che scoprì vagabondando nel quartiere portuale della città: Vincent acquistò tali xilografie in generose quantità e le usò per adornare la propria camera da letto. Agli svaghi concessi dalla grande città van Gogh alternò una frequentazione frettolosa dei corsi della Scuola di Belle Arti, in modo da colmare le sue carenze: la rigidità dell'insegnamento accademico, tuttavia, non lasciava posto all'esuberanza del suo estro artistico, tanto che quando nel febbraio del 1886 egli prese parte a un concorso tra gli studenti dell'istituto i suoi lavori ricevettero una secca bocciatura e, anzi, il corpo docente gli consigliò persino di frequentare i corsi delegati agli aspiranti pittori di dodici anni (van Gogh in quell'anno ne aveva trentatré). Van Gogh, all'epoca, era infatti considerato un mero imbrattatele: si pensi che il rigattiere di Nuenen in quello stesso anno acquistò da sua madre una serie di dipinti rimasti nello studio, vendendoli a dieci centesimi l'uno e bruciando quelli che non gli sembravano commerciabili.

#### Laville lumière

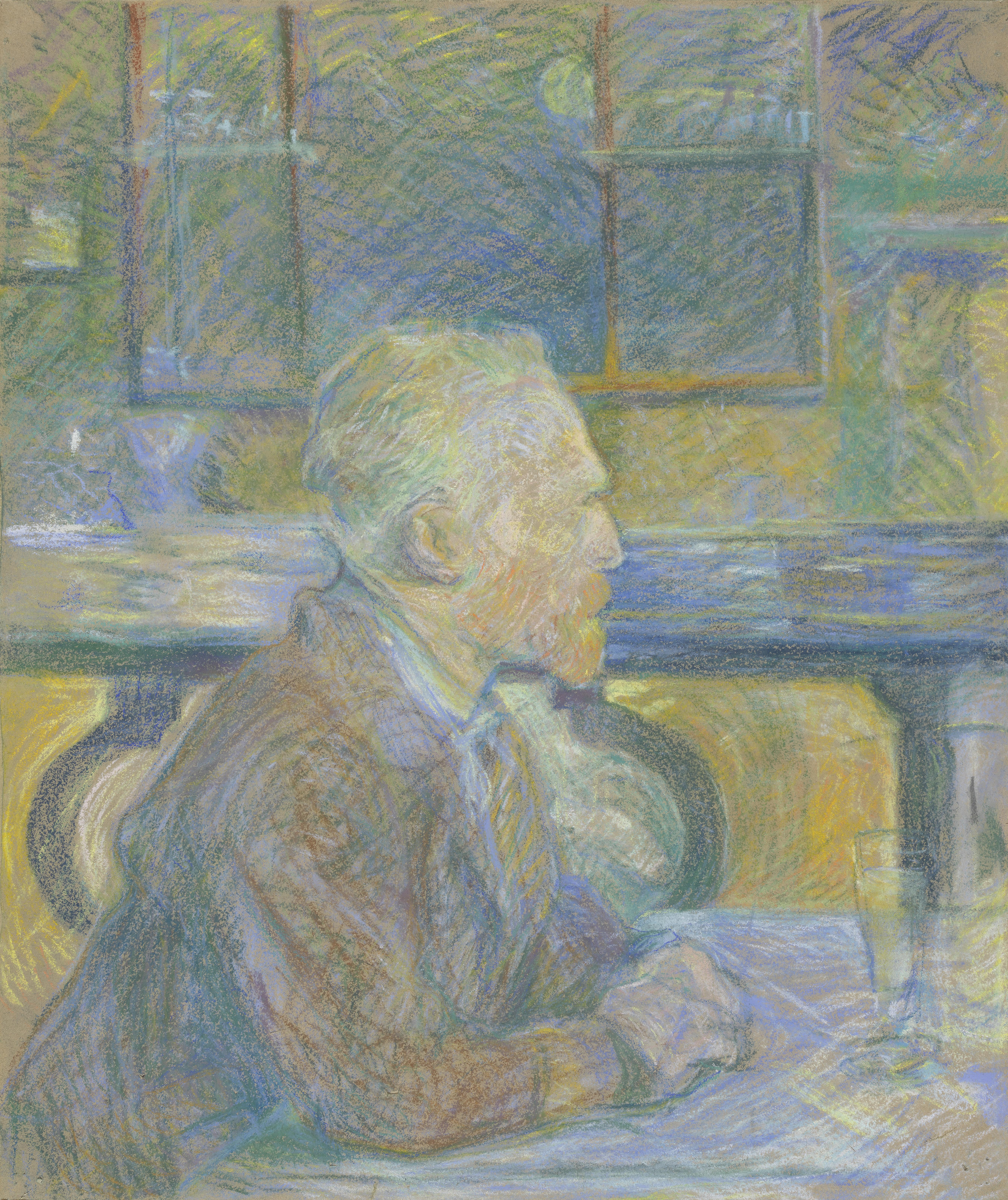
Henri de Toulouse-Lautrec, Ritratto di Vincent van Gogh (1887); pastello, 54×45 cm, Van Gogh Museum, Amsterdam

Van Gogh, tuttavia, non fu affatto mortificato da queste grettezze pedagogiche, tanto che quando si vide respinto il lavoro presentato per l'ammissione ai corsi d'insegnamento superiore si era in realtà già trasferito a Parigi da un mese buono. Leggendo la corrispondenza con Théo si può facilmente intuire come van Gogh concepisse il soggiorno ad Anversa come una specie di intermezzo necessario per addolcire la transizione da una realtà chiusa e intima come Nuenen a una metropoli grande e moderna come Parigi, vera Mecca dell'arte e della vita dell'Ottocento. Questo trasferimento fu caldeggiato dallo stesso Théo, che viveva da tempo a Parigi, dove era stato chiamato per gestire, a Montmartre, una piccola galleria d'arte per conto di Boussod e Valadon, i successori dell'impresa Goupil.
Vincent e Théo si diedero appuntamento davanti al Louvre. La capitale francese era il centro della cultura mondiale: «E non dimenticare, mio caro, che Parigi è Parigi. Non c'è che Parigi: per quanto difficile possa essere qui la vita, e anche se divenisse peggiore e più dura, l'aria della Francia schiarisce la mente e fa star veramente bene» confidò un fervoroso van Gogh al collega Horace Lievens nella lettera 459a. Quella parigina fu una permanenza non certo priva di difficoltà, ma assai felice per Vincent, non più oppresso da quella sfiducia che aveva insanguinato la sua permanenza a Nuenen. Ora poteva parlare con Théo vis-à-vis, senza il filtro epistolare, e con lui sviluppò un rapporto speciale, al di là dei consueti litigi tipici di due fratelli che si vogliono bene. Di seguito si riporta la lettera che Théo mandò alla sorella una volta che Vincent partì per Arles:
(Théo van Gogh)

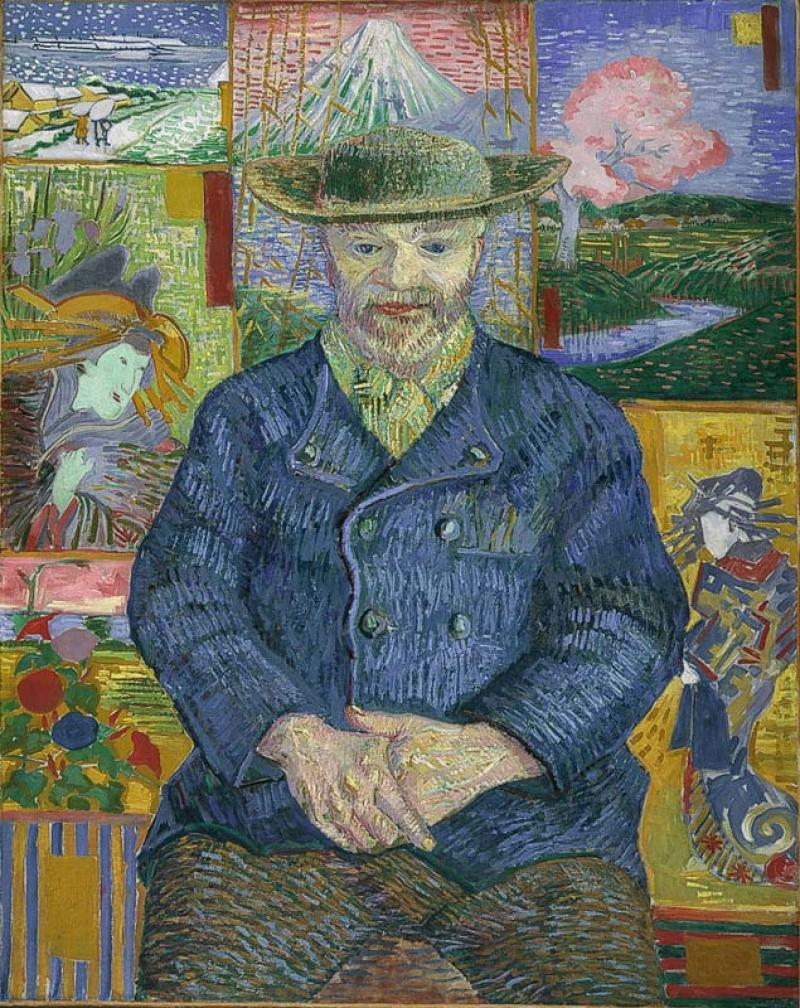
Vincent van Gogh, Ritratto di père Tanguy (Parigi, autunno 1887); olio su tela, 92×57 cm, musée Rodin, Parigi. F 363, JH 1351.

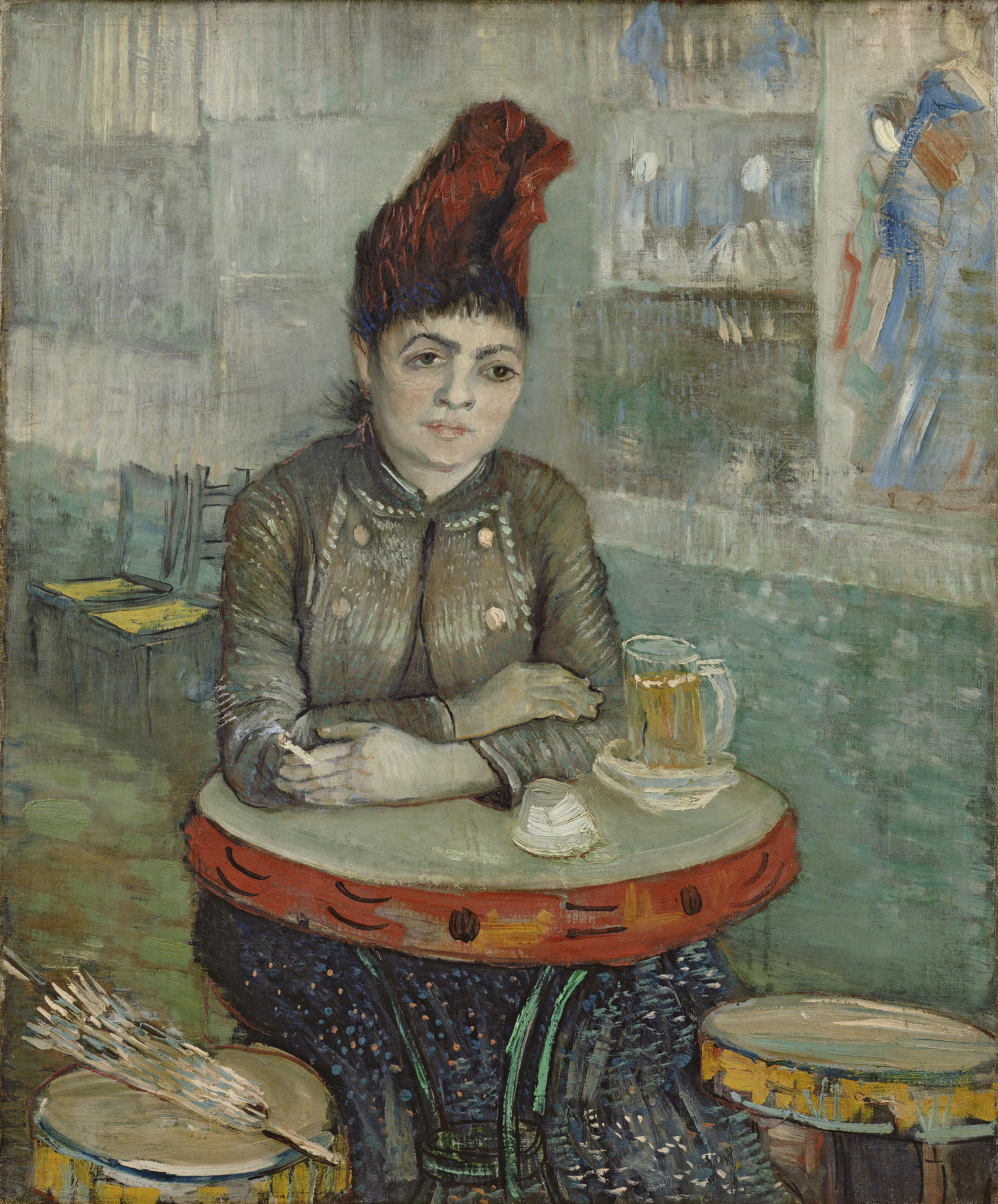
Vincent van Gogh - In the café - Agostina Segatori in Le Tambourin - Google Art Project

Spronato dal miglioramento dei rapporti con Théo, che non era più pervaso da preoccupazioni paternalistiche nei confronti del fratello ma votato al recupero di un rapporto più autentico, Vincent iniziò a produrre quadri più gioiosi, con gamme cromatiche più leggere e luminose: era felice, in salute e lavorava con grande impegno. «Non potresti più riconoscere Vincent tanto è cambiato, e questo colpisce gli altri ancor più di me [...] Il dottore dice che adesso si è rimesso completamente. Fa progressi formidabili nel suo lavoro, prova ne è che comincia ad avere successo. Non ha ancora venduto nessun quadro, ma cambia i suoi quadri con quelli di altri. Così ne abbiamo messo insieme una bella raccolta, che naturalmente ha anche un certo valore». Volendo perfezionare la sua tecnica alla guida di un artista qualificato, nel corso del 1886 Vincent si accostò all'atelier di Fernand-Anne Piestre, detto Cormon, pittore storico che si discostava parzialmente dagli accademismi e che perciò era molto in voga soprattutto tra i più giovani. Nello studio di Cormon, infatti, van Gogh conobbe Louis Anquetin, Émile Bernard ed Henri de Toulouse-Lautrec, pittori più giovani di lui ma animati dalla medesima insofferenza verso i tradizionalismi: importanti anche le amicizie con Monet, Renoir, Degas, Pissarro, Sisley e i pointillistes Seurat e Signac, conosciuti per tramite del fratello, e con Julien père Tanguy, mercante di colori che gli commissionò due ritratti. All'inverno 1886 risale invece l'incontro con Paul Gauguin, pittore che era appena giunto nella ville lumière dalla città bretone di Pont-Aven.

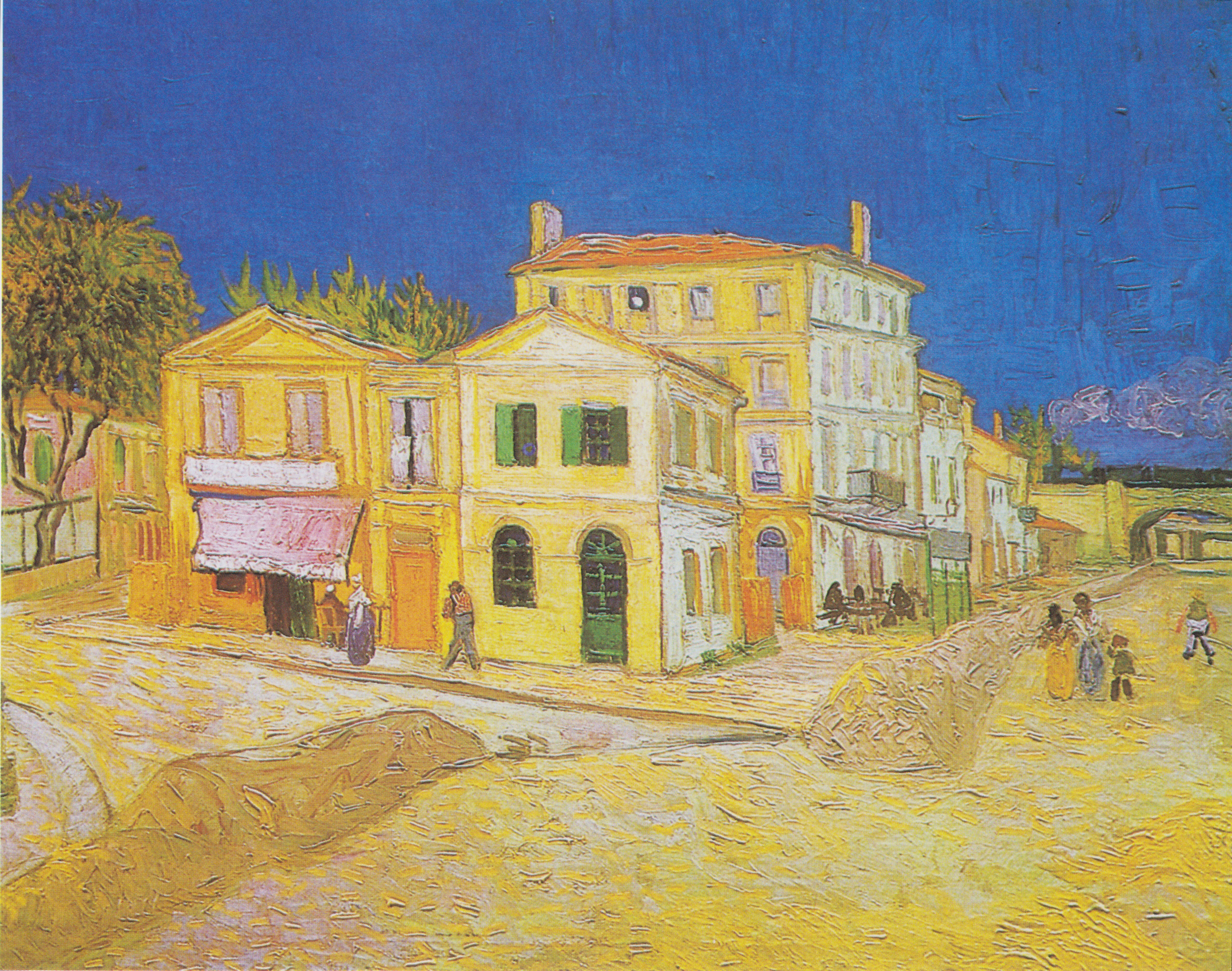
Vincent van Gogh, La casa gialla (Arles, settembre 1888); olio su tela, 72×91,5 cm, Van Gogh Museum, Amsterdam. F 464, JH 1889.

Particolarmente intensa fu l'amicizia con Paul Signac, artista puntinista con il quale nella primavera del 1887 andò a lavorare ad Asnières, sulle rive della Senna, rigorosamente en plein air. Nello stesso periodo frequentò il Café du Tambourin sul boulevard de Clichy, intrecciando una relazione sentimentale con la proprietaria, Agostina Segatori, da lui immortalata in un celebre ritratto. Sempre nello stesso anno il pittore organizzò una mostra presso il restaurant du Châtelet, con l'intento di riunire tutti i suoi amici-artisti: all'esposizione - detta dei «petits boulevards» perché contrapposta ai «grands boulevards», feudo indiscusso delle gallerie Boussod & Valadon, Durand-Ruel e Petit - parteciparono Bernard, Gauguin e Louis Anquetin. La metropoli parigina, in ogni caso, fornì stimoli indispensabili non solo al van Gogh-artista, che poté finalmente fruire di un crogiolo di esperienze artistiche ininterrotte (nel 1887 riuscì persino a vendere un quadro), ma anche al van Gogh-uomo, che iniziò a rivelare una sicurezza di sé poi sfociata anche d'altro canto nella consapevolezza della vanità e nell'alcolismo, distanziandosi così dal misticismo religioso degli esordi.

### In Provenza

#### Arles (1888–89)
Il desiderio di conoscere il Mezzogiorno francese, con la sua luce e le sue tinte mediterranee così lontane dal cromatismo nordico, fu una buona occasione per assimilare gli stimoli artistici raccolti a Parigi e per porre fine alla convivenza con Théo, resa più difficile dal carattere irritabile di entrambi. «Ho intenzione una volta o l'altra, appena posso, di andarmene nel Sud, dove c'è ancora più colore e ancora più sole [...] Quest'estate, quando dipingevo il paesaggio ad Asnières, vi ho visto più colore che in passato».
Il Meridione francese, luogo elettivo di Zola, Cézanne (che vi avevano trascorso l'infanzia) e di Monticelli (che vi era morto), rispose splendidamente alle esigenze di van Gogh, che vi si stabilì nel febbraio del 1888. Giunto ad Arles, prese immediatamente in affitto una camera nella pensione-ristorante Carrel: in principio non poté dipingere molti dipinti, siccome la cittadina - ironia della sorte - era in quel periodo falcidiata da un inverno più freddo e nevoso del solito: Vincent, tuttavia, era ottimista. Quando sopraggiunse la primavera, in effetti, egli produsse una tela dopo l'altra, come se temesse che la sua ispirazione, esaltata dalle novità del mondo provenzale, potesse abbandonarlo. Si sentiva trascinato dall'emozione, che van Gogh identificava con la sincerità dei suoi sentimenti verso la natura. Le emozioni che provava di fronte alla natura provenzale erano così forti da costringerlo a lavorare senza sosta, nello stesso modo in cui non si possono fermare i pensieri quando si sviluppano in una coerente sequenza nella propria mente. In questo periodo, inoltre, egli sviluppò uno stile personalissimo.

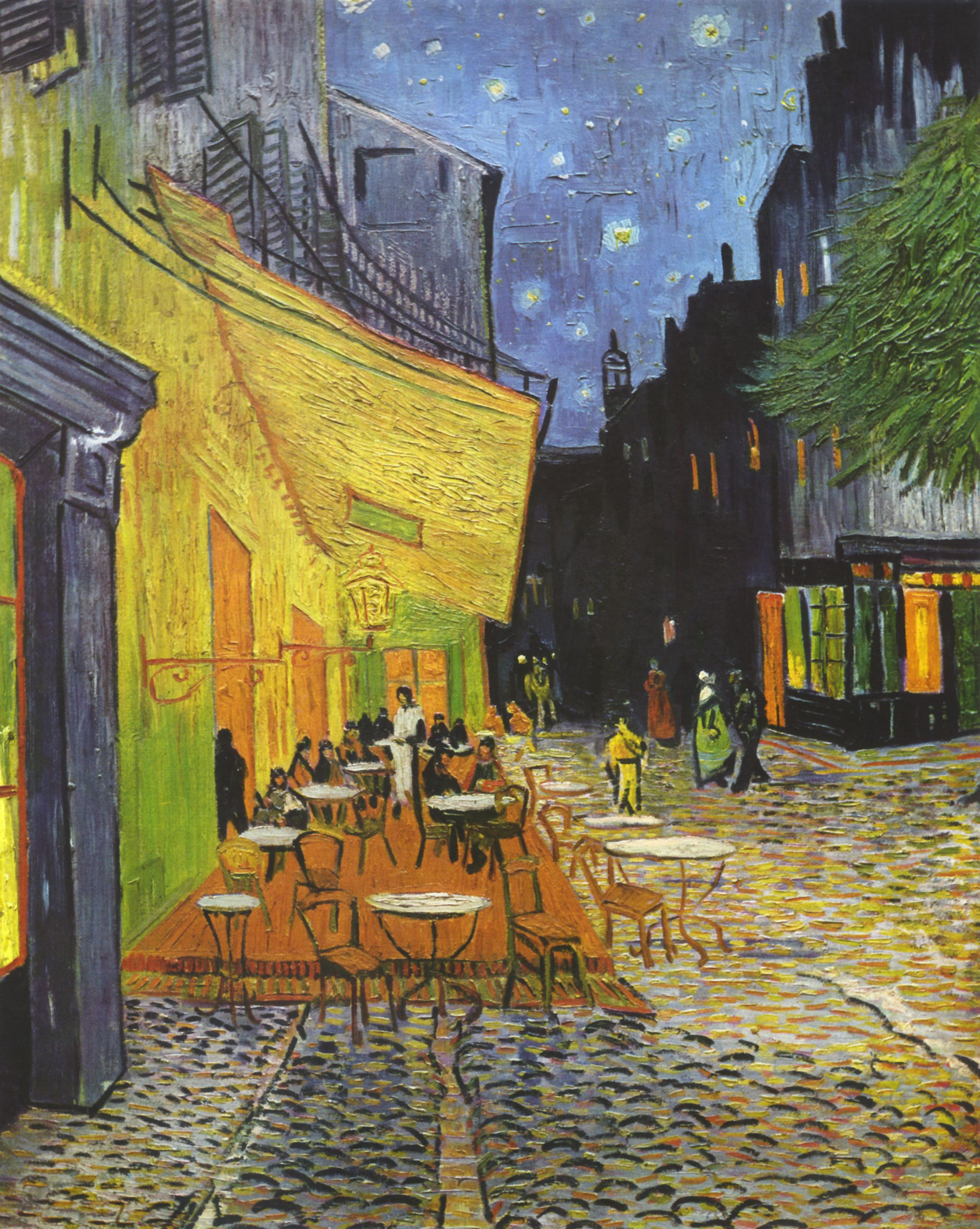
Vincent van Gogh, Terrazza del caffè la sera, Place du Forum, Arles (Arles, settembre 1888); olio su tela, 62×47 cm, Dallas Museum of Art. F 1519, H 1579.

Eccitato da uno «stato febbrile», ad Arles van Gogh realizzò ben duecento dipinti e cento altre opere tra disegni e acquerelli. Opere oggi celeberrime come: La sedia di Vincent (1888), La camera di Vincent ad Arles (1888), Il caffè di notte (1888), Terrazza del caffè la sera, Place du Forum, Arles (1888) e Notte stellata sul Rodano (1888), oltre che la serie dei Girasoli, furono tutte realizzate durante il soggiorno arlesiano. Intanto, preso da un ardente entusiasmo, van Gogh nel maggio 1888 prese in affitto l'ala destra della "Casa Gialla", una delle abitazioni più famose della storia dell'arte. In quest'edificio, ubicato nella zona nord della città, Vincent sognava di fondare l'Atelier du Midi, una comunità solidale di artisti desiderosi di spogliarsi della civilizzazione e di schemi pittorici ormai frusti per vivere in concordia e, in questo modo, lottare per una pittura e un mondo migliore. Consapevole dell'attrattiva esercitata dal topos dell'artista-santo, van Gogh illustra le sue finalità ricorrendo alla metafora degli ordini monastici:
(Vincent van Gogh)
I primi artisti a cui pensò quando van Gogh cercò di attirare adepti per questo nuovo ordine artistico, furono Bernard e, soprattutto, Gauguin. Se la metafora dell'artista-santo aveva riscosso un'immensa popolarità nella poetica protoromantica, Gauguin non la riteneva per nulla attraente (egli, d'altronde, era un materialista, «amante della vita e ateo convinto», come ha osservato il Metzger). Van Gogh, temendo un possibile rifiuto dell'amico, cercò di convincerlo in tutti i modi: ad andare incontro ai suoi desideri fu Théo, che nell'estate del 1888 contattò Gauguin offrendosi di pagargli il soggiorno ad Arles e garantendogli l'acquisto di dodici suoi quadri all'anno per la bella cifra di centocinquanta franchi. Gauguin, dopo qualche esitazione, accettò, pensando di mettere da parte quanto gli era necessario per realizzare il suo desiderio di trasferirsi, di lì a un anno, in Martinica. Nell'attesa dell'arrivo di Gauguin, van Gogh, preso dal sincero entusiasmo dell'aspettativa, si preoccupò di arredare con qualche altro mobile l'appartamento e ornò con la solare «sinfonia in blu e giallo» dei girasoli la camera da letto. Gli scrisse:

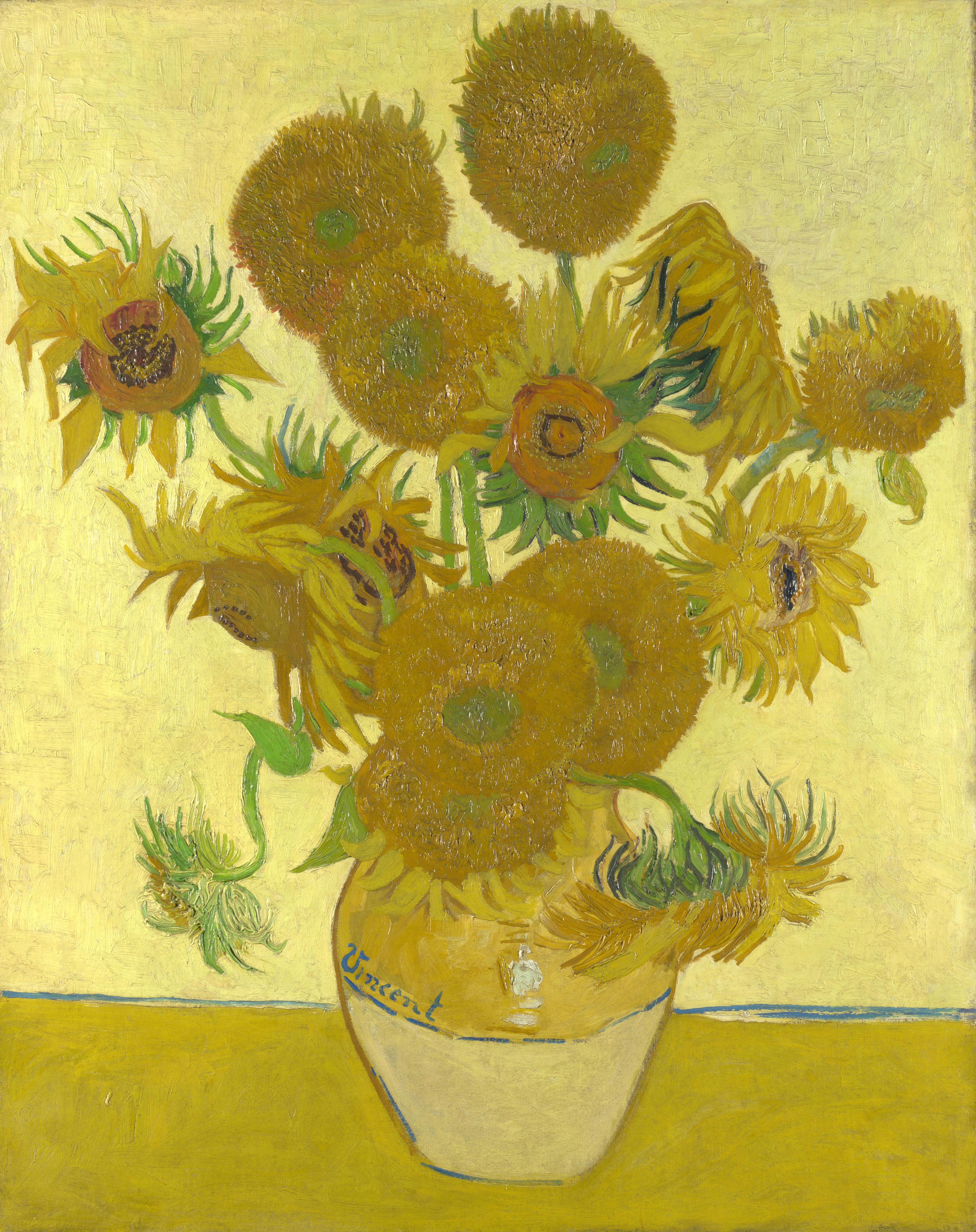
Vincent van Gogh, Quindici girasoli in un vaso (Arles, agosto 1888); olio su tela, 83×73 cm, National Gallery, Londra. F 454, JH 1562.

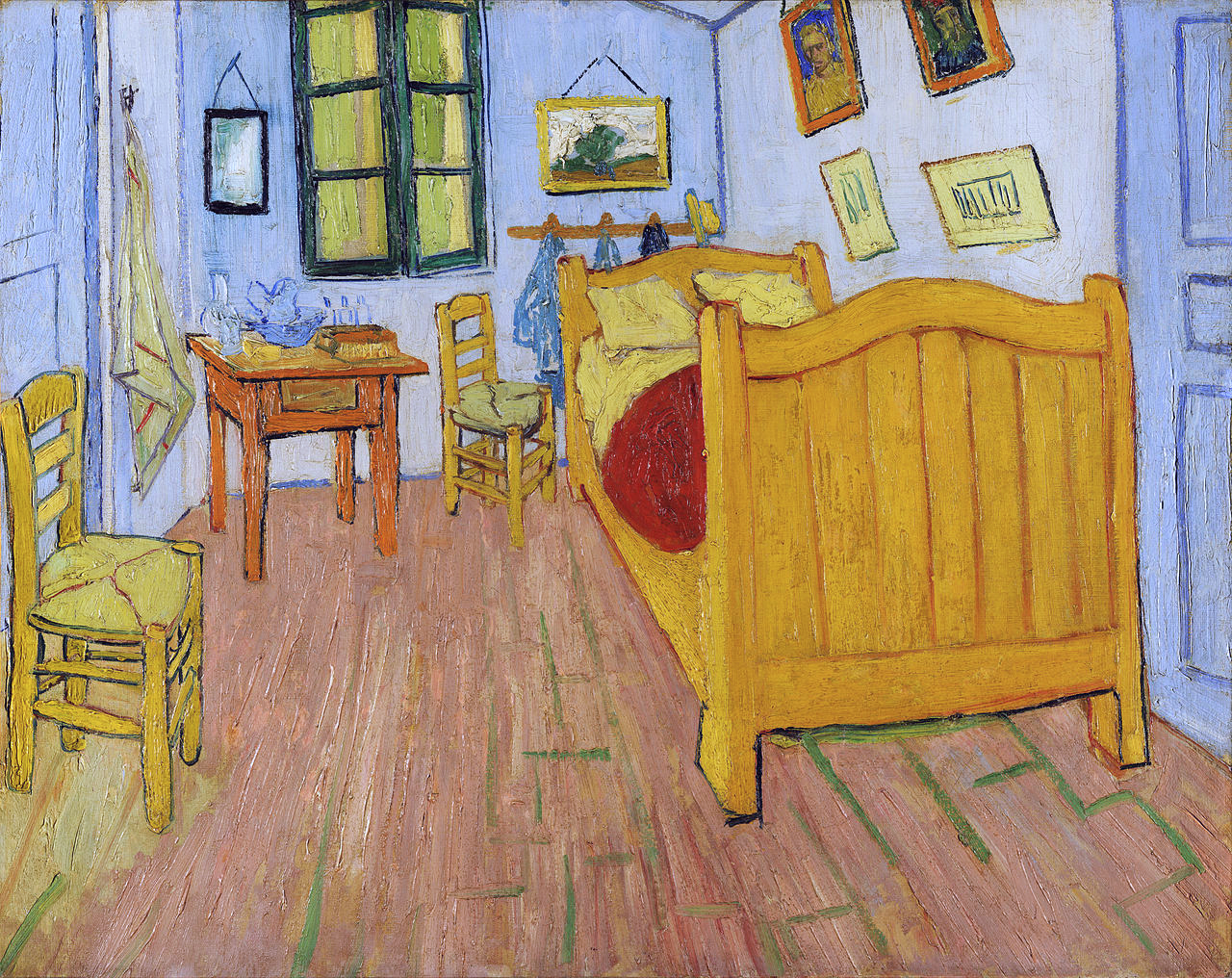
Vincent van Gogh, La camera di Vincent ad Arles (Arles, ottobre 1888); olio su tela, 72×90 cm, Van Gogh Museum, Amsterdam. F 482, JH 1608.

#### La mutilazione dell'orecchio
Gauguin giunse ad Arles il 23 ottobre 1888 e, al contrario di van Gogh, ne rimase deluso, definendola «il luogo più sporco del Mezzogiorno» e della Provenza. Il sogno di van Gogh di fondare un'associazione di pittori che perseguissero un'arte nuova lo lasciava scettico: in realtà Gauguin desiderava ardentemente trasferirsi ai Tropici non appena ne avesse avuta la possibilità. Come se non bastasse era irritato dalle abitudini disordinate di Vincent e dalla sua scarsa oculatezza nell'amministrare il denaro che avevano messo in comune (che peraltro proveniva in maggior parte da Théo van Gogh). A giudizio di Gauguin, il soggiorno arlesiano e la permanenza con un personaggio strambo come van Gogh erano assolutamente mortificanti per la sua maturazione pittorica. Non faceva neanche mistero della sua insoddisfazione, tanto che una volta confidò all'amico Schuffenecker le seguenti parole:
Van Gogh, al contrario, manifestava un'aperta ammirazione per Gauguin, che considerava un artista superiore; riteneva che le proprie teorie artistiche fossero banali se confrontate con le sue. Egli, inoltre, tendeva a valutare l'esperienza «monastica» presso la Casa Gialla con più cocente soggettività rispetto a Gauguin: come osservato d'altronde dal Metzger, «questo fallimento costava assai meno a Gauguin, una partenza e due mesi persi, mentre van Gogh pagava con la distruzione della propria concezione del mondo, con il crollo di un'utopia faticosamente inseguita nel proprio lavoro: la comunità degli artisti era il perno della propria interpretazione di sé. Con Gauguin perdeva parte della propria identità, [la quale] era inscindibilmente legata all'arte in cui si coagulava».
Nei primi giorni del dicembre 1888 Gauguin ritrasse van Gogh, rappresentandolo nell'atto del dipingere girasoli. Vincent commentò: «Sono certamente io, ma io divenuto pazzo». Nelle sue memorie Gauguin scrive che quella sera stessa, al caffè, i due pittori bevvero molto e improvvisamente Vincent scagliò il suo bicchiere contro il viso di Gauguin che riuscì a evitarlo, con gran spavento. Dopo quell'episodio seguirono giorni di tensione e i due litigarono in modi plateali anche in occasione di una visita al museo di Montpellier per osservare le opere di Delacroix e di Courbet: era ormai palese come i desideri di Vincent di intrecciare una fratellanza artistica con Gauguin fossero vagheggiamenti illusori, se non ingenui. Fu così che Gauguin prese la decisione di partire da Arles.

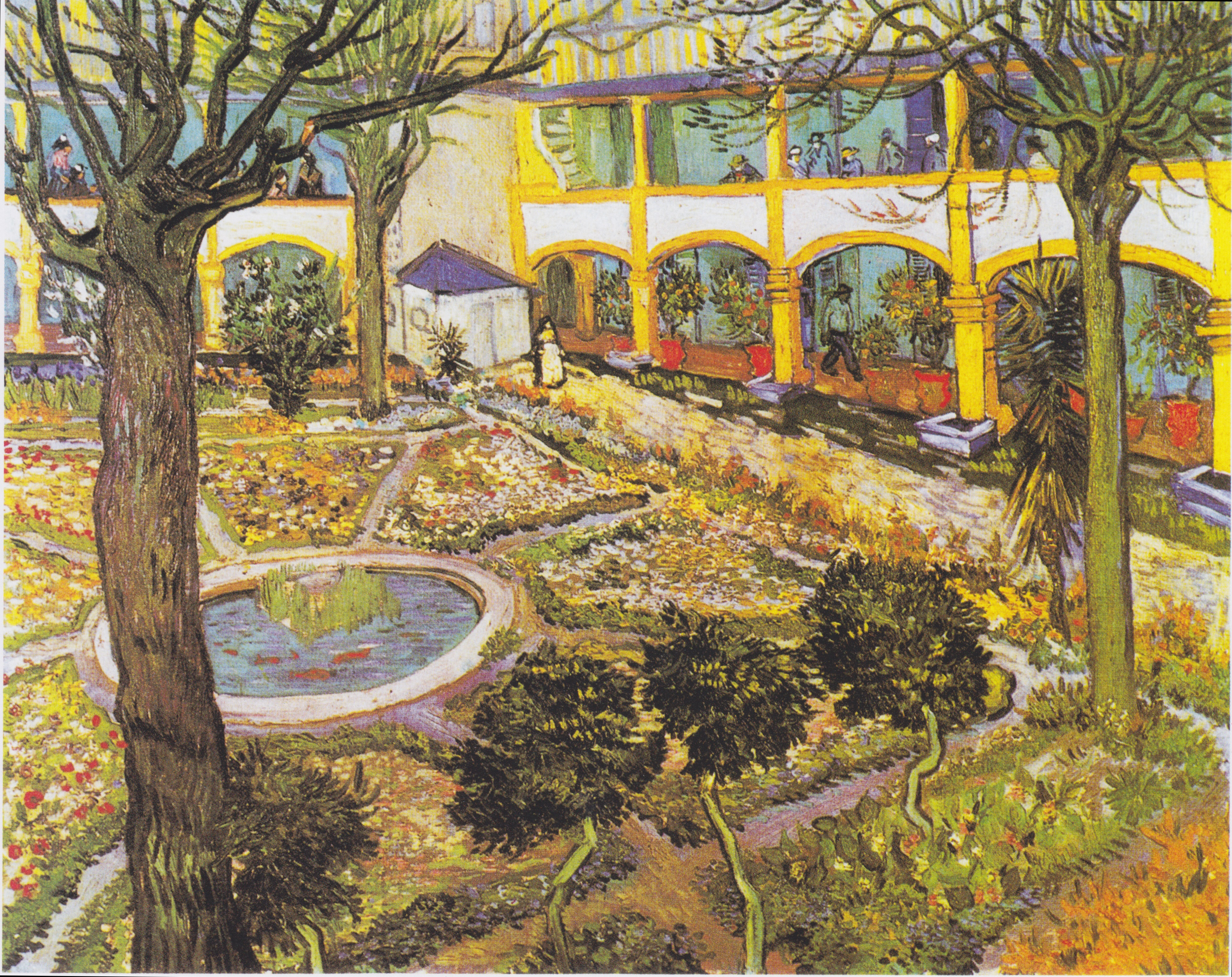
Vincent Van Gogh, Il cortile dell'ospedale di Arles, olio su tela (74x92 cm), Collezione Oskar Reinhart Am Römerholz, Winterthur, Svizzera, F 519. Il dipinto fu realizzato nel 1889 dove Van Gogh era stato ricoverato a forza dal dicembre 1888 al maggio 1889 dopo il taglio dell'orecchio

Le «tensioni eccessive» (così le definì lo stesso Vincent) tra i due toccarono il loro apice il pomeriggio del 23 dicembre. Quel giorno van Gogh - la ricostruzione del fatto è tuttavia controversa - dopo un acceso alterco rincorse per strada Gauguin con un rasoio, rinunciando ad aggredirlo quando l'uomo si voltò per affrontarlo. Gauguin corse in albergo con i bagagli, preparandosi a lasciare Arles; van Gogh invece, in preda a disperate allucinazioni, rivolse su di sé la sua furia, tagliandosi il lobo dell'orecchio sinistro. Il macabro trofeo, sanguinante com'era, fu poi avvolto nella carta di giornale e consegnato come «regalo» a Rachele, una prostituta del bordello che i due pittori erano soliti frequentare, tornando poi a dormire a casa sua. La mattina seguente, la polizia, trovandolo solo e addormentato (macchie di sangue erano su tutte le pareti della casa), lo fece ricoverare nel nosocomio dell'Hotel-Dieu, l'antico ospedale di Arles. Due storici di Amburgo, Hans Kaufmann e Rita Wildegans, sostengono nel libro L'orecchio di van Gogh, Paul Gauguin e il patto del silenzio che fu in realtà Gauguin a mutilare l'amico dopo la lite; l'esperto francese Pascal Bonafoux, tuttavia, ritiene che questa teoria sia errata. Comunque, grazie alle cure del dottor Félix Rey, van Gogh riuscì a superare i giorni più critici e uscì dal nosocomio il 7 gennaio 1889.

### A Saint-Rémy-de-Provence (1889)

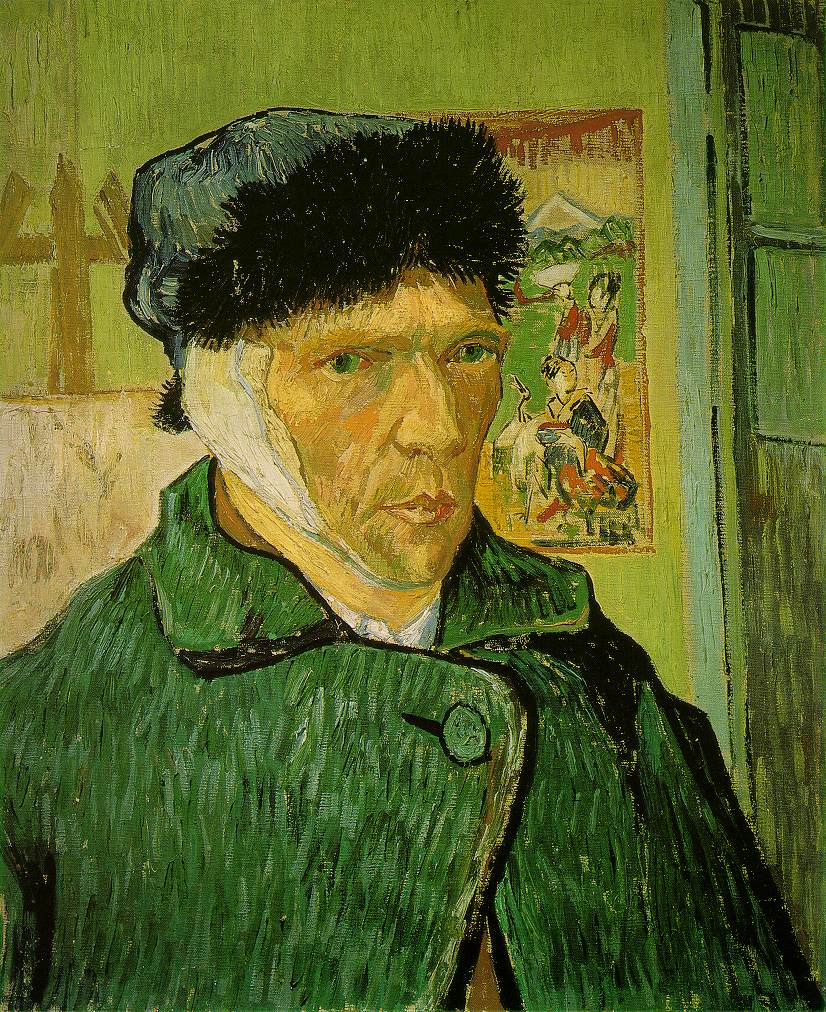
Vincent van Gogh, Autoritratto con l'orecchio bendato (Arles, gennaio 1889); olio su tela, 60×49 cm, Courtauld Institute Galleries, Londra. F 527, JH 1657.

#### «Non sono veramente malato di mente, ho voglia di lavorare e non mi stanco...»
«Per quanto possa giudicare» scrisse Vincent a Théo dopo il rilascio, «non sono veramente malato di mente. Come puoi vedere, i quadri che ho fatto nel periodo fra i due attacchi sono più tranquilli e non peggiori degli altri. Ho molta voglia di lavorare e non mi stanco». Così Vincent commentò, in maniera serafica e più consapevole, il vivace dibattito diagnostico che avrebbe tentato di rintracciare l'eziologia della sua malattia nel corso degli anni: oltre centocinquanta psichiatri hanno tentato di classificare i suoi disturbi, con il risultato di circa trenta diagnosi diverse. Esse includono la schizofrenia, il disturbo bipolare, la sifilide, l'avvelenamento da ingestione di vernici al piombo (saturnismo), l'epilessia del lobo temporale e la porfiria acuta intermittente (vista l'ereditarietà e la demenza diagnosticata poi al fratello), con l'aggravante della malnutrizione, del lavoro eccessivo, dell'insonnia e del consumo di alcool, in particolare di assenzio.
In ogni caso, una volta terminata la degenza, Vincent fece ritorno alla Casa Gialla e superò la sua crisi, anche grazie al sostegno morale di Joseph Roulin, un uomo imponente e gioviale «con una grande barba, molto simile a Socrate», e di Théo, immediatamente giunto a Marsiglia quando seppe da Gauguin cosa stava succedendo. Vincent alternava periodi di serenità, nei quali era in grado di valutare lucidamente e ironicamente tutto quello che gli era successo, a momenti di ricadute nella malattia: il 9 febbraio, dopo una crisi nella quale era convinto che qualcuno volesse avvelenarlo, fu nuovamente ricoverato in ospedale. Una volta dimesso Vincent riprese a lavorare di buona lena nella Casa Gialla: la crisi della sua salute mentale, tuttavia, era palpabile, e trenta cittadini di Arles, autodefinendosi «antropofaghi», si fecero avanti firmando una petizione dove si richiedeva l'internamento in manicomio del «rosso pazzo». Grazie all'intervento di Signac la petizione non ebbe buon esito: Vincent, tuttavia, comprese di essere malato sia fisicamente che spiritualmente e perciò, dopo l'ennesimo deliquio, l'8 maggio 1889 entrò volontariamente nella Maison de Santé di Saint-Paul-de-Mausole, un vecchio convento adibito a ospedale psichiatrico a Saint-Rémy-de-Provence, a una ventina di chilometri da Arles.

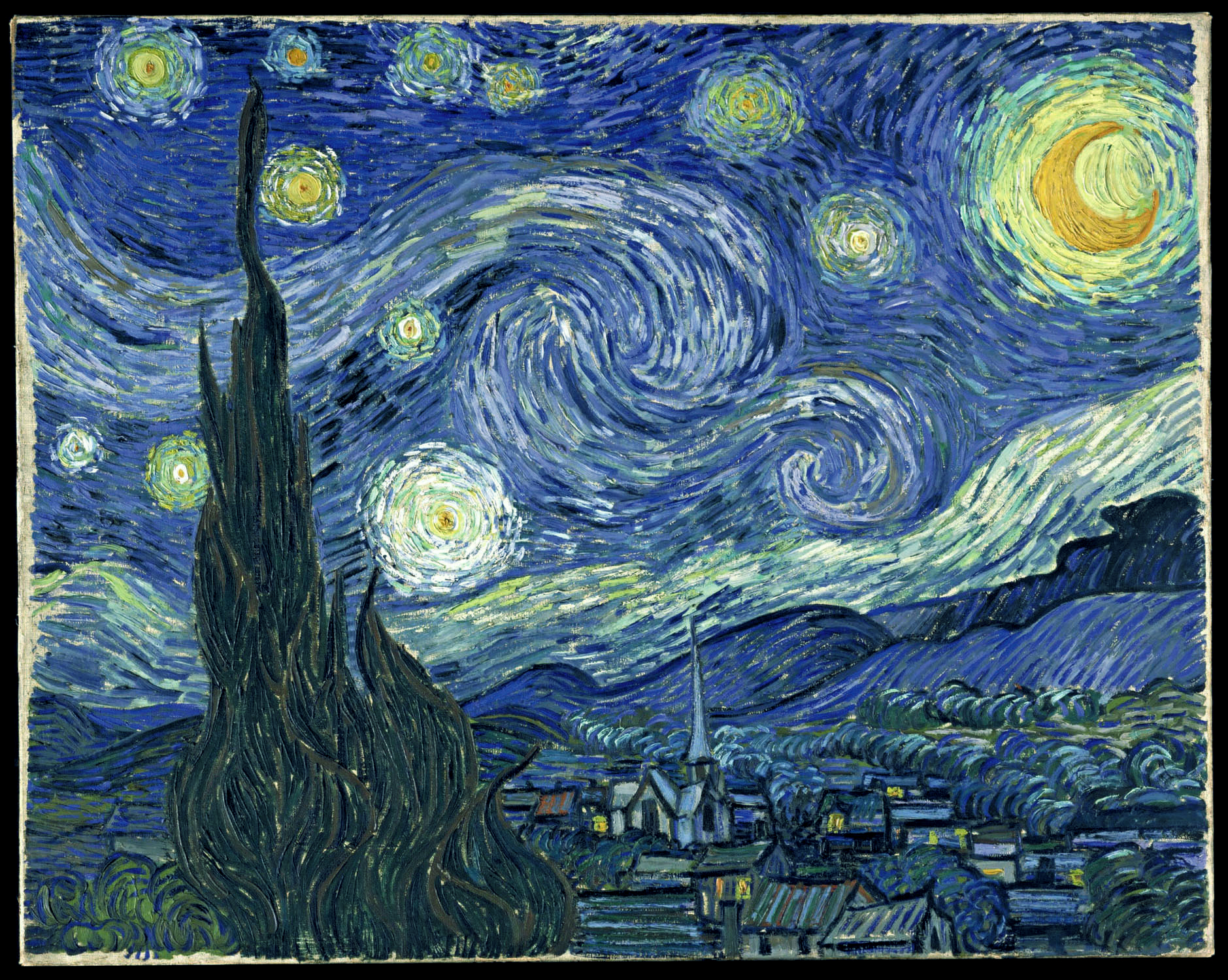
Vincent van Gogh, Notte stellata (Saint-Rémy, giugno 1889); olio su tela, 73,7×92,1 cm, Museum of Modern Art, New York. F 612, JH 1731.

Nella clinica di Saint-Rémy non veniva praticata alcuna cura, a meno di definire «cura» i due bagni settimanali cui i pazienti erano sottoposti. Non se ne lamentava il pittore quando scrisse che «osservando la realtà della vita dei pazzi in questo serraglio, perdo il vago terrore, la paura della cosa e a poco a poco posso arrivare a considerare la pazzia una malattia come un'altra». Vincent, in ogni caso, viveva in una stanza con un tappeto grigioverde, un divano logoro e una finestra sbarrata che guardava un giardino della clinica e, al di là di quello, i campi e, più lontano, le montagne delle Alpilles, l'ultima catena delle Alpi francesi. Aveva a disposizione per lavorare un'altra camera vuota, poteva andare a dipingere anche fuori dal manicomio, accompagnato da un sorvegliante, e continuò a mantenersi in contatto epistolare con il fratello, che gli spediva libri e giornali. L'inattività, infatti, risultava inaccettabile per Vincent, che nella solitudine della vita claustrale del manicomio poteva sentirsi vivo solamente consultando i cataloghi delle più importanti mostre delle opere di Monet e di Rodin nella galleria parigina di Petit, divorando un'edizione dei drammi di Shakespeare, o ancora dipingendo i luminosi vigneti o gli uliveti grigio-argentei del paesaggio intorno Saint-Rémy. A questo periodo risalgono infatti ben centoquaranta dipinti, fra i quali la celeberrima Notte stellata, oggi esposta al Museum of Modern Art di New York.
(Lettera a Théo van Gogh, 25 maggio 1889)
La vita del pittore, purtroppo, continuò a essere costellata di eventi spiacevoli: nel giugno 1889 subì un violentissimo attacco allucinatorio e il matrimonio tra Théo e Johanna Bonger - coronato dalla nascita del piccolo Vincent, così chiamato proprio in onore dello zio e padrino - lo lasciò in uno stato di profonda prostrazione, causata dal timore di vedere il suo amato fratello allontanarsi da lui e dai suoi travagli. L'atmosfera deprimente che si respirava nel manicomio, d'altronde, non aiutava certo a risollevare il morale di Vincent, che verso la fine del dicembre 1889 tentò persino di suicidarsi ingerendo colori velenosi (ne conseguì un assoluto divieto di dipingere a olio).

#### L'inizio del successo

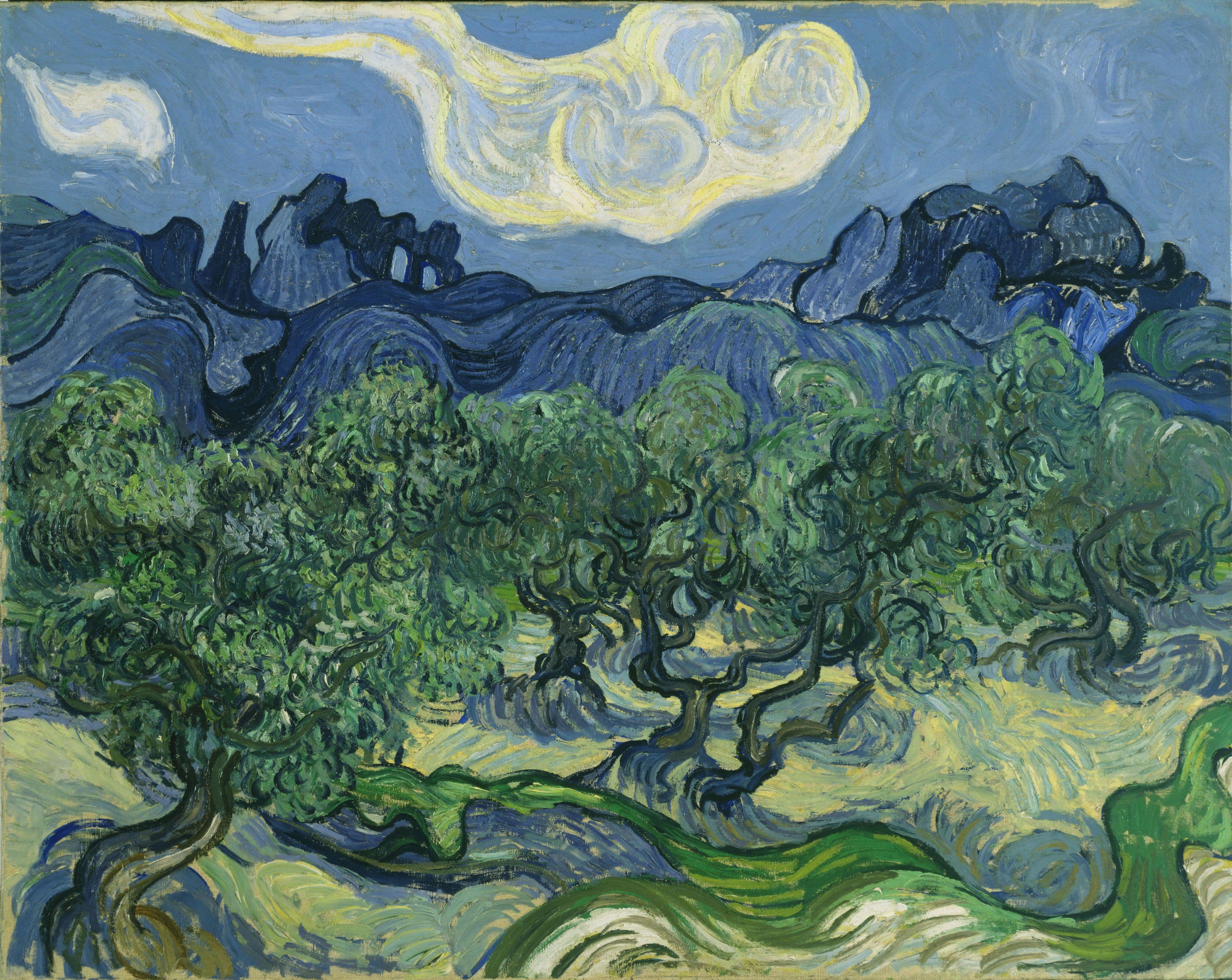
Vincent van Gogh, Ulivi con le Alpilles sullo sfondo (Saint-Rémy, giugno 1889); olio su tela, 72,5×92 cm, Museum of Modern Art, New York. F 712, JH 1740.

Se non altro, tuttavia, il pubblico iniziò a interessarsi di lui e delle sue opere. A novembre ricevette l'invito a esporre sue tele all'associazione «Les XX», a Bruxelles: accettò inviando sei quadri, due Girasoli, L'edera, Frutteto in fiore, Campo di grano all'alba e La vigna rossa. Fu il pittore Bernard a invitare il critico d'arte Albert Aurier, redattore de «Le Moderniste» e ammiratore della letteratura simbolista, a interessarsi di van Gogh: Aurier pubblicò allora sul «Mercure de France» del gennaio 1890 l'articolo Les Isolés: Vincent van Gogh in cui analizzò, esaltandola, la sua pittura. Definì inizialmente la sua personalità:
In seguito Aurier rintracciò la sostanza della sua pittura nella poetica del simbolismo: van Gogh percepirebbe ...

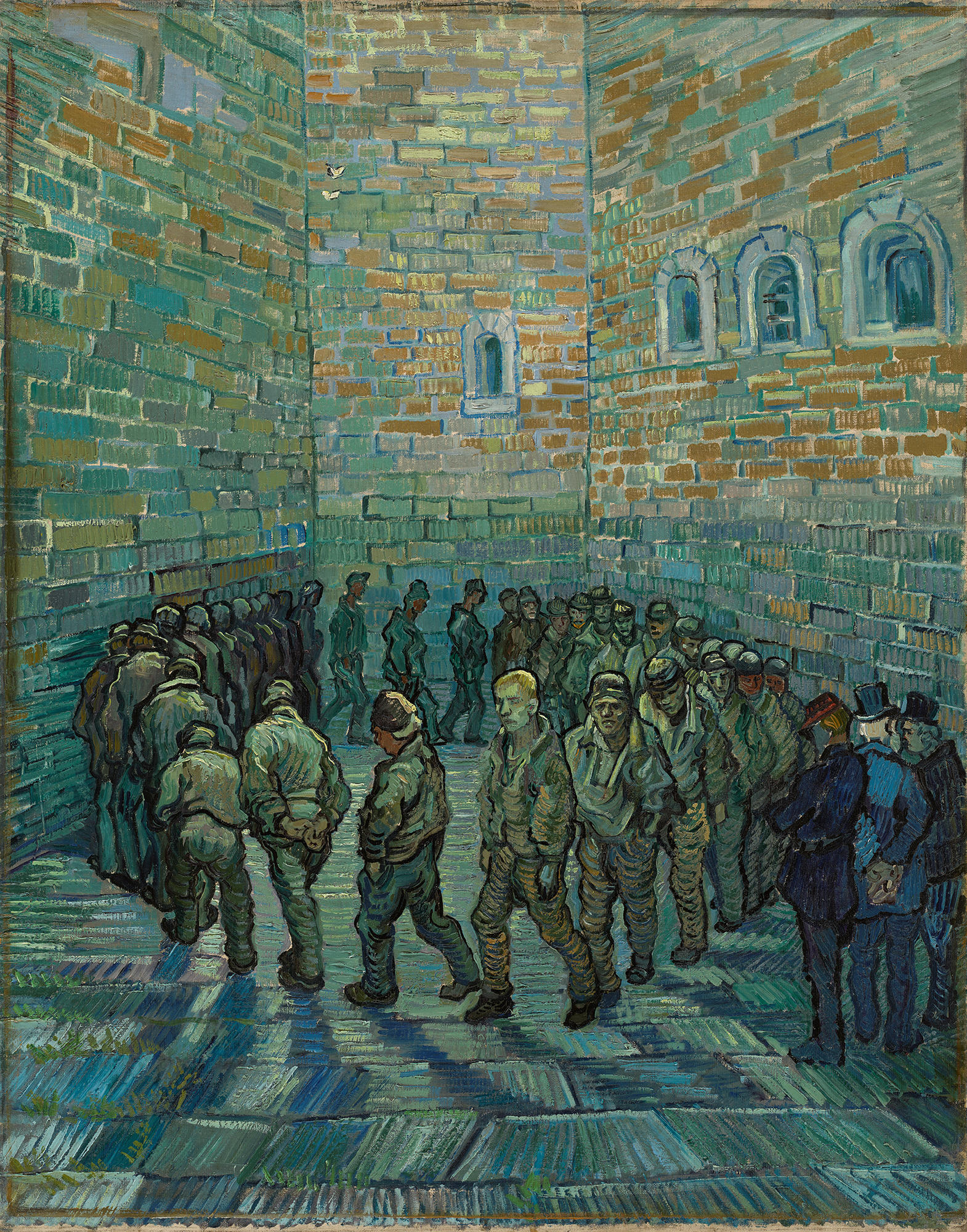
Vincent van Gogh, La ronda dei carcerati (Saint-Rémy, febbraio 1890); olio su tela, 80×64 cm, museo Puškin, Mosca. F 669, JH 1885.

Non credeva che van Gogh potesse mai godere del successo che pure avrebbe meritato:
Per quanto van Gogh potesse essere lusingato dalle lodi, giudicò l'articolo più un interessante pezzo di letteratura che un'analisi corretta della sua pittura. Al critico rispose direttamente che le valutazioni sul suo cromatismo gli sembravano più pertinenti se riferite a un pittore come Adolphe Monticelli e difese anche la pittura di Meissonier, per il quale espresse «un'ammirazione senza limiti».
Si era intanto aperta a Parigi, il 19 marzo, una mostra dei pittori indipendenti inaugurata dal Presidente della Repubblica - dimostrazione di quanto la moderna pittura impressionista, neo-impressionista e post-impressionista fosse ormai divenuta «rispettabile» - e van Gogh vi partecipava con dieci tele. Erano esposti: dipinti di Seurat, Signac, Toulouse-Lautrec, Rousseau, Guillaumin, Dubois-Pillet, Théo van Rysselberghe, Anquetin, Lucien Pissarro, Henry van de Velde. Monet sostenne che le opere di van Gogh erano le cose migliori della mostra e anche Gauguin gli scrisse, congratulandosi: «con soggetti ispirati alla natura, là siete il solo che pensa».

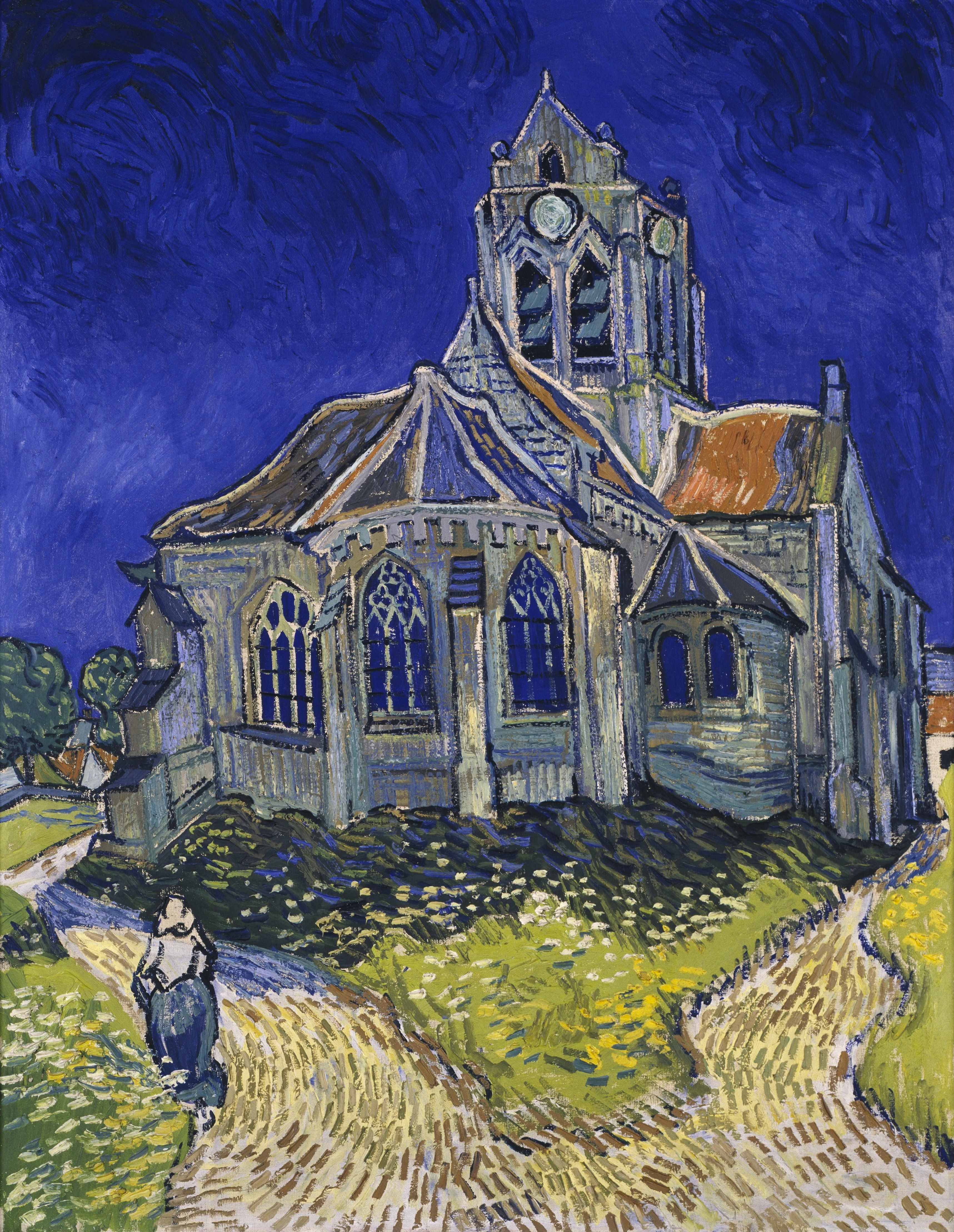
Vincent van Gogh, La chiesa di Auvers (Auvers-sur-Oise, giugno 1890); olio su tela, 94×74 cm, museo d'Orsay, Parigi. F 789, JH 2006.

### Ad Auvers-sur-Oise (1890)
Una volta decisa la partenza - «qui l'ambiente comincia a pesarmi più di quanto possa esprimere: ho pazientato più di un anno, ho bisogno d'aria, mi sento oppresso dalla noia e dal dolore» - i soggetti degli ultimi dipinti di Vincent a Saint-Rémy si alleggeriscono: sono rose e iris su un fondo uniforme, ora con un «effetto dolce e armonioso per la combinazione dei verdi, rosa, violetti», ora con «un effetto di complementari terribilmente disparati che si esaltano per la loro opposizione».
Il 16 maggio 1890 Vincent lasciò definitivamente Saint-Rémy per raggiungere il fratello a Parigi. Il direttore della clinica aveva rilasciato regolare autorizzazione e stilato l'ultima scheda. Vincent arrivò a Parigi il 17 maggio e conobbe per la prima volta il nipotino e la signora van Gogh, che definì il cognato un uomo «forte, largo di spalle, con un colorito sano, un'espressione allegra e un'aria decisa», decisamente più in salute del fratello, che invece era tormentato da una tosse cronica. Passò tre giorni in casa di Théo, riesaminando i tanti suoi quadri che nel tempo gli aveva mandato, visitò il Salon, dove rimase colpito da un Puvis de Chavannes e da una mostra d'arte giapponese. Poi, come convenuto, il 21 maggio partì per stabilirsi a Auvers-sur-Oise, un villaggio a una trentina di chilometri da Parigi dove risiedeva un medico amico di Théo, il dottor Paul-Ferdinand Gachet (1828-1909), che si sarebbe preso cura di lui. Van Gogh prese alloggio nel caffè-locanda gestito dai coniugi Ravoux, nella piazza del Municipio. Sembrò soddisfatto della nuova sistemazione: «Auvers è di una bellezza severa, e la campagna è caratteristica e pittoresca.»
Il 62enne dottor Gachet, omeopata, darwinista, favorevole alla cremazione dei defunti - un'opinione scandalosa a quei tempi - repubblicano, socialista e libero pensatore, era un personaggio molto noto ad Auvers, dove abitava in un villino che dominava il paese. Laureatosi a Montpellier in medicina generale e con un particolare interesse per la psichiatria, esercitò a lungo a Parigi, dove conobbe molti artisti, da Victor Hugo a Gustave Courbet, da Manet a Renoir e Cézanne, e la sua casa conservava parecchie tele di impressionisti, oltre a una notevole quantità di soprammobili e oggetti vari che van Gogh chiamava «nere anticaglie».
Fu anche disegnatore, pittore - partecipò a esposizioni firmandosi con lo pseudonimo di van Ryssel - e incisore dilettante: nella macchina presente in casa Cézanne, Pissarro e Guillaumin eseguirono alcune incisioni e fu su suo consiglio che van Gogh eseguì la sua unica acquaforte che ritrae lo stesso dottor Gachet.
La sua competenza nelle cose artistiche, certe comuni preferenze e anche il suo garbo e la sua natura fondamentalmente malinconica fecero presa sul pittore, che frequentò spesso la sua casa, ritraendo due volte la figlia Marguerite e non mancando di fargli il ritratto, che replicò anche in una seconda versione.

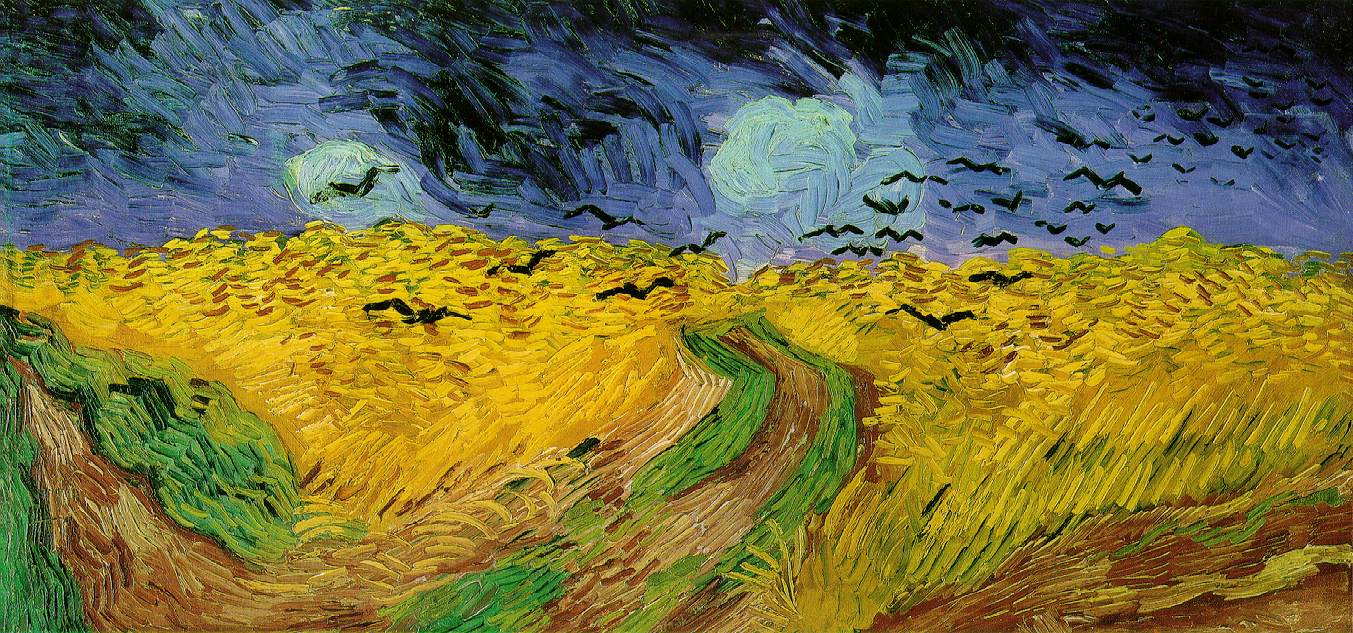
Vincent van Gogh, Campo di grano con volo di corvi (Auvers-sur-Oise, luglio 1890); olio su tela, 50,5x103 cm, 1890, Van Gogh Museum, Amsterdam. F 779, JH 2117.

In giugno Théo e la famiglia gli fecero visita e progettarono la possibilità di affittare ad Auvers una casa dove Vincent avrebbe potuto vivere insieme a qualche altro artista. La visita fu ricambiata da Vincent il 6 luglio a Parigi, dove incontrò Toulouse-Lautrec e, per la prima volta, il critico d'arte Albert Aurier. In quei giorni Théo, oltre ad avere il figlio seriamente malato, era afflitto da problemi di lavoro: così, Vincent preferì ritornare presto ad Auvers, non sopportando il clima di tensione che percepiva nella famiglia del fratello. Van Gogh cominciò a temere una nuova crisi, e questa eventualità lo rese particolarmente nervoso: ebbe una violenta lite con Gachet per motivi banali - gli rimproverò di non aver fatto incorniciare una tela di Guillaumin che il dottore aveva in casa - e scrisse al fratello:
Nel periodo auversiano, in poco meno che due mesi, Vincent realizzò il Paesaggio con cielo tempestoso, il Campo di grano con volo di corvi e Il giardino di Daubigny e scrisse:
È certo che egli non facesse nulla per alleviare la propria solitudine nonostante ne fosse oppresso: non frequentò mai i non pochi pittori che soggiornavano ad Auvers - uno di essi, l'olandese Anton Hirschig, alloggiava nel suo stesso albergo - i quali peraltro, da parte loro spaventati, lo evitavano a causa della sua malattia. Per lo stesso Hirschig egli «aveva un'espressione assolutamente folle, con gli occhi infuocati, che non osavo guardare».

#### La morte misteriosa
La sera del 27 luglio 1890, una domenica, dopo essere uscito per dipingere i suoi quadri come al solito nelle campagne che circondavano il paese, rientrò la sera sofferente nella locanda e si rifugiò subito nella sua camera. Ravoux, non vedendolo a pranzo, salì in camera sua, trovandolo disteso e sanguinante sul letto: a lui van Gogh confessò di essersi sparato un colpo di rivoltella allo stomaco in un campo vicino.

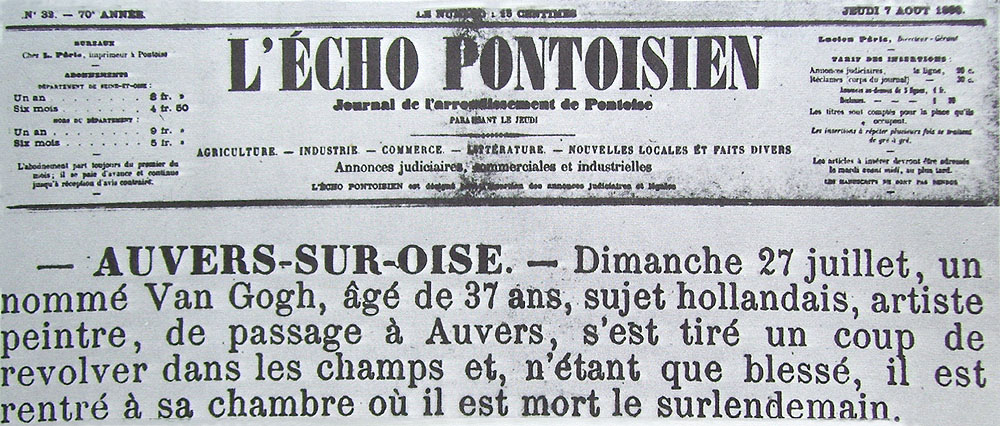
Un trafiletto de L'Écho Pontoisien del 7 agosto 1890 che annuncia la morte di van Gogh.

Al dottor Gachet - che, non potendo estrarre il proiettile, si limitò ad applicare una fasciatura mentre gli esprimeva, comunque, la speranza di salvarlo - rispose che aveva tentato con coscienza il suicidio e che, se fosse sopravvissuto, avrebbe dovuto «riprovarci»: «volevo uccidermi, ma ho fatto cilecca». Rifiutò di dare spiegazioni del suo gesto ai gendarmi e, con il fratello Théo che, avvertito, era accorso la mattina dopo, trascorse tutto il 28 luglio, fumando la pipa e chiacchierando seduto sul letto: gli confidò ancora che la sua «tristezza non avrà mai fine». Sembra che le sue ultime parole siano state «ora vorrei ritornare». Poco dopo ebbe un accesso di soffocamento, poi perse conoscenza e morì quella notte stessa, verso l'1:30 del 29 luglio. Aveva 37 anni. In tasca gli trovarono una lettera non spedita a Théo, dove aveva scritto, tra l'altro: «Vorrei scriverti molte cose ma ne sento l'inutilità [...] per il mio lavoro io rischio la vita e ho compromesso a metà la mia ragione».
Essendo il pittore morto suicida, il parroco di Auvers si rifiutò di benedirne la salma, e il carro funebre fu fornito da un municipio vicino. La vicina cittadina di Méry, comunque, acconsentì alla sepoltura e il funerale si tenne il 30 luglio. Van Gogh venne sepolto adagiato in una bara, rivestita da un drappo bianco e ricoperta da mazzi di fiori, dai girasoli che amava tanto, dalle dalie e da altri fiori gialli. Oltre a Théo e al dottor Gachet furono presenti pochi amici giunti da Parigi: Lucien Pissarro, figlio di Camille, Émile Bernard, père Tanguy.

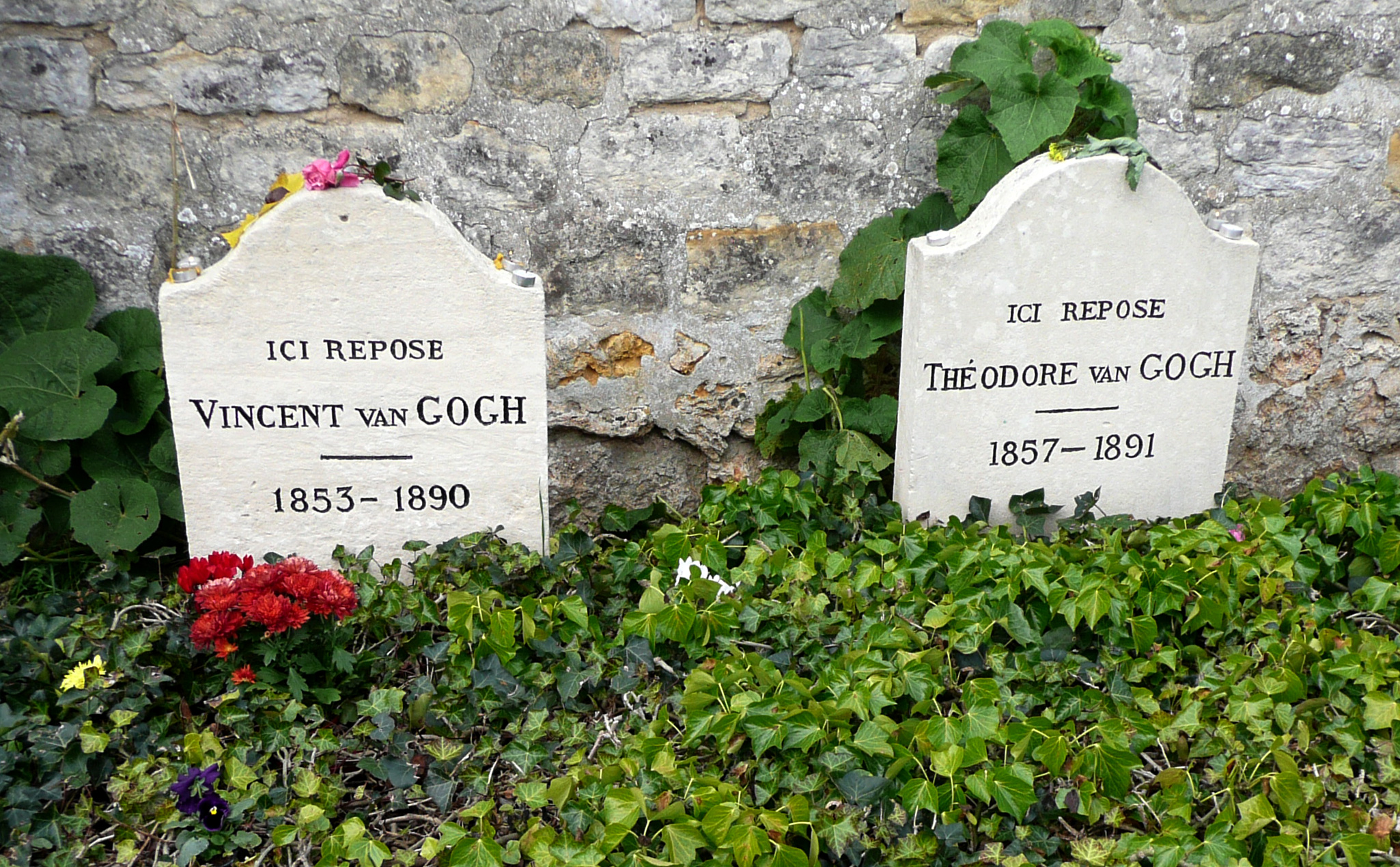
Oggi Vincent e Théo riposano insieme nel cimitero di Auvers, in Francia.

Pochi mesi dopo, anche Théo van Gogh, distrutto dopo la morte del fratello, venne ricoverato in una clinica parigina per malattie mentali. Dopo un apparente miglioramento, si trasferì a Utrecht, dove morì il 25 gennaio 1891, a sei mesi di distanza da Vincent, oppresso dai sensi di colpa di non avere aiutato il fratello a sufficienza. Nel 1914, le sue spoglie, per volontà della vedova Johanna van Gogh-Bonger, furono trasferite ad Auvers e tumulate accanto a quelle dell'amato fratello. Johanna chiese che un ramoscello di edera del giardino del Dottor Gachet venisse piantato tra le due pietre tombali, e ancora oggi le lapidi sono immerse in un groviglio di edera.
Nel 2011, gli storici dell'arte Steven Naifeh e Gregory White Smith, nella biografia Van Gogh: The Life, hanno avanzato l'ipotesi che van Gogh non sarebbe morto suicida. Ipotizzano che l'artista, mentre stava dipingendo in un campo, sarebbe stato colpito da un colpo di rivoltella sparato accidentalmente da due ragazzi che si divertivano a tormentarlo giocando con una pistola. Secondo gli autori, Vincent - profondamente desideroso di morte, depresso e consapevole dei guai in cui sarebbero incorsi i ragazzi - non avrebbe rivelato a nessuno la circostanza, lasciando credere di essersi sparato da solo. Alla base di queste interpretazioni ci sono alcune dicerie raccolte in loco dallo storico dell'arte John Rewald nel 1930, delle quali, nel libro, non si cita la fonte, e un'intervista del 1956, ugualmente priva di riferimenti bibliografici, a René Secretan, indicato, assieme al fratello Gaston, come il responsabile. La comunità accademica non ha accolto queste ipotesi e Leo Jansen, curatore del van Gogh Museum di Amsterdam ha definito queste conclusioni «non sufficientemente provate» affermando, peraltro, che «i due autori non hanno trovato fatti nuovi, ma li hanno interpretati in maniera diversa».

## L'arte e le opere di van Gogh

### Gli esordi: la pittura contadina

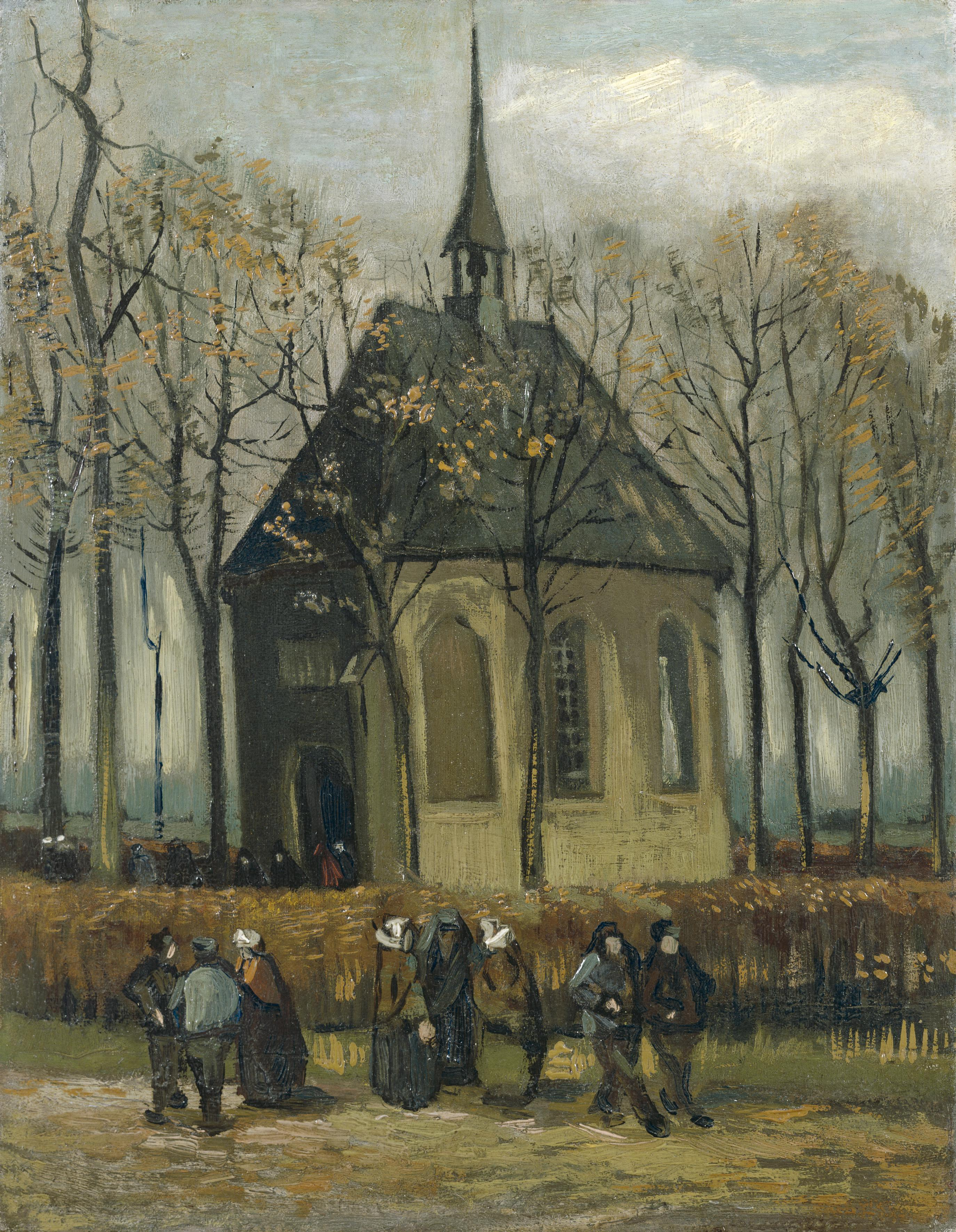
Vincent van Gogh, La chiesa di Nuenen con i fedeli (Nuenen, ottobre 1884); olio su tela, 41,5x32 cm, Van Gogh Museum, Amsterdam.

Non si può sostenere che la pittura sia stata una vocazione per van Gogh, che infatti cominciò a dipingere dopo aver compiuto ventotto anni. A giudicare dagli anni della sua piena giovinezza, se egli ebbe una vocazione, fu quella di essere vicino ai miseri della terra, i braccianti, i contadini poveri e gli operai per i quali il lavoro rappresentava la maggiore sofferenza, quelli delle miniere.
Un'altra contingenza familiare - l'attività del fratello Théo nell'ambito del commercio d'arte - lo indirizzò alla pittura, dove raccolse e fece proprio il messaggio, che non era soltanto artistico, ma ancora sociale ed etico, di Daumier, Courbet e Millet, tutti pittori che raffiguravano il mondo degli umili senza compiacenze pittoresche e aneddotiche. Van Gogh libera le radici del proprio fare pittorico proprio quando raffigura gli esclusi dai privilegi della società moderna: ecco, allora, che i suoi quadri si popolano di contadini che vangano una terra dura e sassosa, che escono dalle loro casupole semplici e dignitose o che si riscaldano davanti alla fiammella di un focolare. Il pathos rustico di questi temi, tutti trattati con una tavolozza monotona e terrosa (nulla lascia presagire la colorazione viva che contraddistinguerà le sue successive opere), è raccontato con partecipazione sincera da van Gogh, che conferisce piena dignità pittorica alla nobile eppure straziante fatica del loro lavoro quotidiano. L'ethos del lavoro manuale che trasuda dalle opere del primo van Gogh rispecchia fedelmente il credo politico-sociale del pensatore John Ruskin, autore di un'opera denominata Pietre di Venezia, Sulla natura del Gotico dove denunciò con toni particolarmente allarmati il potere alienante del lavoro industriale, cui contrappone la nobile creatività dell'artigianato. In questi passi Ruskin sembra quasi parafrasare van Gogh:
La maggiore realizzazione di questo periodo fu I mangiatori di patate, nei quali, oltre a voler esprimere la propria simpatia verso gli umili, immedesimando in loro se stesso, van Gogh volle soprattutto rappresentare - come scrisse - coloro che esprimono la dignità della propria umanità, vivendo pur miseramente ma del prodotto del proprio lavoro, seppure, come è stato detto, egli nell'opera non fu «ben servito né dal suo disegno pesante e materiale, né dal suo colore assai scuro e sporco, senza energia né vitalità». E tuttavia, ancora alla fine del 1887, da Parigi confidava che «le scene di contadini che mangiano patate» erano ancora le cose migliori che avesse mai fatto.

### La virata post-impressionista

#### «A Parigi c'erano infiniti vetri colorati ...»
Van Gogh, una volta giunto a Parigi, fu travolto dall'esuberanza dei nuovi stimoli pittorici che lì stavano germogliando e fiorendo. Nella metà dell'Ottocento, d'altronde, in Francia erano maturati i presupposti per una vera e propria querelle des anciens et des modernes che vide contrapposti da una parte gli araldi dell'art pompier, sommi depositari di un sapere tecnico, fatto di regole oggettive e ferree e nobilitato dal trascorrere dei secoli, e dall'altra gli avanguardisti della modernità, interessati a «catturare gli umori della vita, a gettare uno sguardo coraggioso sullo scenario della quotidianità e a introdurre una più libera interpretazione della forma e del colore» (Metzger). Nonostante queste convinzioni di fondo, i «pittori della vita moderna» si diversificavano tra di loro sia per formazione intellettuale, sia per temi e soluzioni specifici: gli Impressionisti e i Divisionisti, per esempio, si ponevano in maniera radicalmente differente rispetto alla problematica della luce. La scena artistica europea, dunque, non si concretizzava in un qualcosa di monolitico, siccome presentava un insieme pluriforme di autori e di dottrine.
Van Gogh interiorizzò e assimilò con notevole rapidità tutti questi «ismi», senza per questo consacrarsi a una corrente artistica specifica: anzi, egli attinse arbitrariamente da ciascuna corrente e le usò in combinazione a proprio piacimento, dando così vita a uno stile originale e personalissimo. Di seguito si riporta una citazione del Metzger:
(Rainer Metzger)

#### Van Gogh e l'Impressionismo
Inizialmente van Gogh non era affatto interessato alla pittura impressionista:

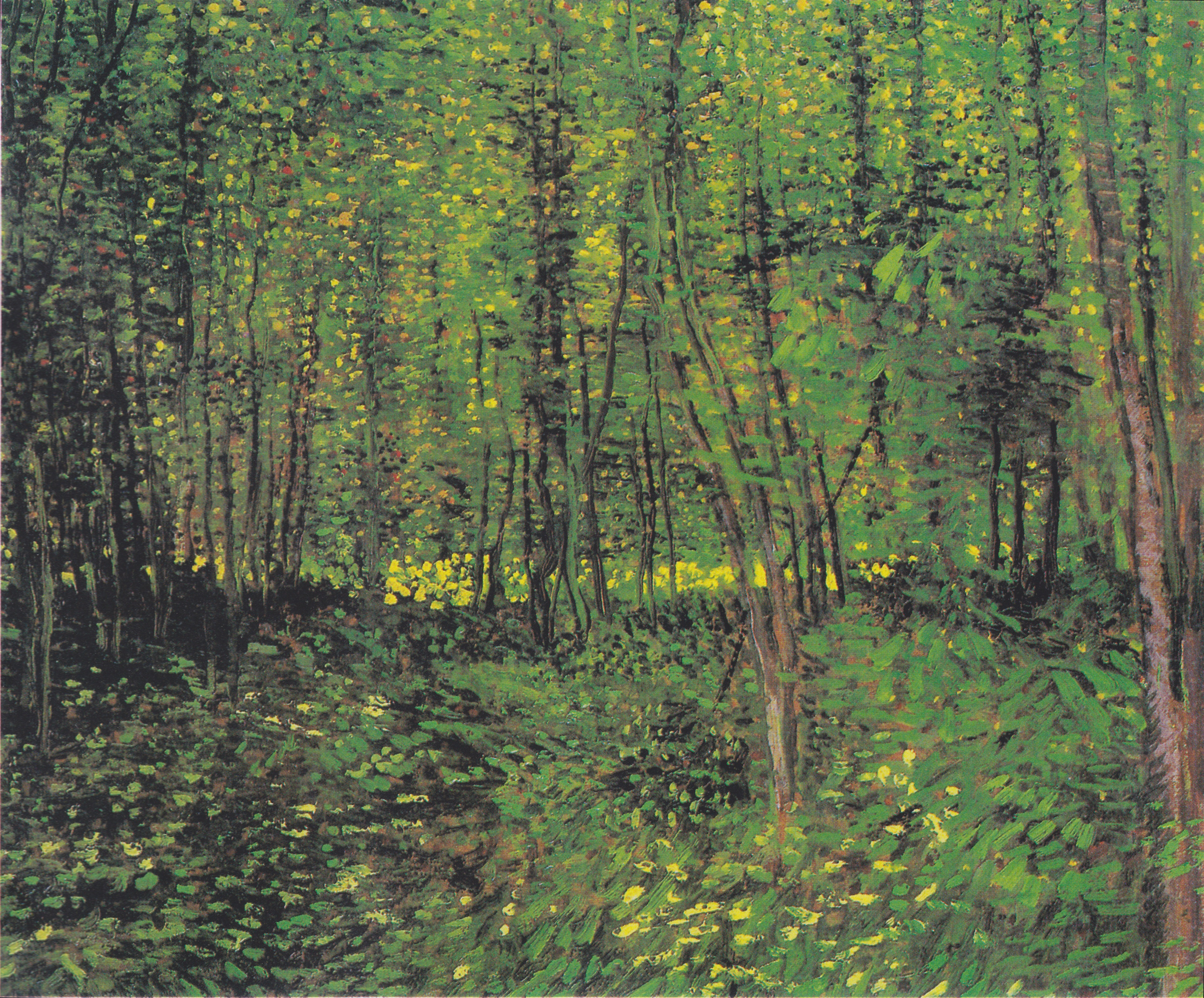
Vincent van Gogh, Alberi e sottobosco (Parigi, estate 1887); olio su tela, 46,5×55,5 cm, Van Gogh Museum, Amsterdam.

Per Vincent l'arte moderna era rappresentata dalla scuola di Barbizon: oltre all'ormai classico Eugène Delacroix, egli ammirava: Jean-Baptiste Camille Corot, Honoré Daumier, Constant Troyon, Charles-François Daubigny, Bastien Lepage, Jean François Aschemlsch e soprattutto Jean-François Millet, che rappresentava per lui il vertice della pittura. L'importanza che il suo iniziale dilettantismo e la sua inclinazione essenzialmente romantica attribuiva al soggetto del dipinto e alla correttezza tecnica dell'esecuzione gli faceva apprezzare perfino un Meissonier, lodatissimo a quel tempo ma molto lontano dal suo spirito. D'altronde sapeva che l'abilità tecnica non doveva essere il fine dell'arte, ma solo il mezzo per esprimere il proprio sentire: «quando non posso farlo in modo soddisfacente, mi sforzo di correggermi. Ma se il mio linguaggio non piace, ciò mi lascia completamente indifferente».
Van Gogh, a differenza degli Impressionisti, non cercò di cogliere l'attimo fuggente, né volle mai utilizzare il colore e la materia in funzione della cangiante mobilità della luce. Come loro si rapportava al reale con un approccio immediato, ma i rapidi tocchi di colore impiegati da van Gogh non si profilano sulla tela come le «virgolettature» impressioniste, bensì descrivono una fantasmagoria di linguette «minute, accostate, flesse, orientate, parallele a blocchi» (StileArte) che riecheggiano e potenziano la sagoma del soggetto dipinto. Van Gogh, dunque, rinuncia all'accidentalità ottica e cromatica delle opere impressioniste in favore di un tratto forte ed inciso e di una forte marcatura cromatica: in questo senso la sua esperienza figurativa si può definire «post-impressionista di tendenza espressionista», proprio perché supera apertamente l'impostazione impressionista con stilemi che accentuano i valori emozionali ed espressivi dell'opera stessa, rispondendo dunque non tanto a una trascrizione pedissequa del dato naturalistico quanto al modo di sentire del pittore.

#### Il «giapponismo» di van Gogh

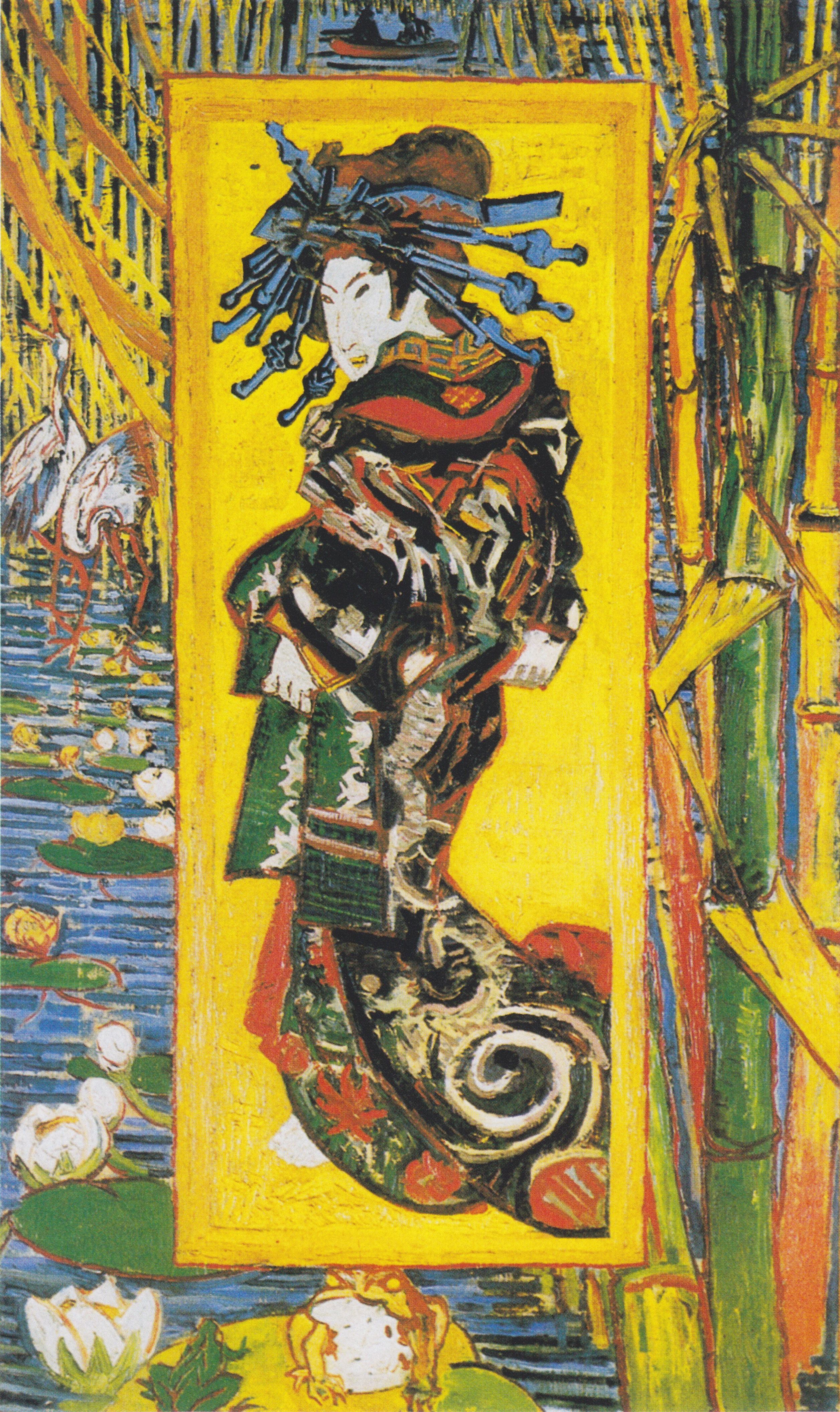
Vincent van Gogh, Japonaiserie: Oiran (Parigi, settembre-ottobre 1887); olio su tela, 105,5×60,5 cm, Van Gogh Museum, Amsterdam.

Durante il biennio trascorso a Parigi crebbe in van Gogh l'interesse per l'arte giapponese, che aveva già mostrato di apprezzare nelle sue lettere scritte ad Anversa. Grazie all'apertura dei porti del Giappone al commercio europeo, avvenuta verso la fine del XIX secolo, il giapponismo e l'arte asiatica in generale divennero di grande interesse in Francia. Van Gogh acquistò le sue prime stampe ad Anversa e trasmise il suo interesse per quell'arte lontana al fratello Theo; insieme raccolsero più di quattrocento opere, oggi conservate al Van Gogh Museum di Amsterdam. L'infatuazione che van Gogh provò nei confronti dell'arte del Sol Levante era talmente intensa che Siegfried Bing, uno dei mercanti d'arte orientale più acclamati di Parigi (dove ben trentasette botteghe erano impegnate nel commercio di cineserie e oggettistica giapponese), aveva aperto a Vincent persino le porte del proprio magazzino riservato.
Le stampe giapponesi, infatti, proponevano una maggiore disinvoltura nella raffigurazione dello spazio, che dunque poteva cimentarsi in intriganti incoerenze dimensionali, e una cromia dalle notevoli qualità ornamentali. Furono queste tutte peculiarità che ebbero un'influenza determinante sulla figurazione di van Gogh, che dopo il soggiorno parigino iniziò ad orchestrare giochi cromatici spregiudicati e liberi e a descrivere composizioni temerarie, bidimensionali, non più bloccate in volumetrie solide eppure mortificanti. Tra i suoi lavori di chiara ispirazione giapponese vanno ricordati La cortigiana, La fioritura, L'italiana ed il Ritratto di père Tanguy.
Lo stesso van Gogh non fece mai mistero della fascinazione estetica e culturale esercitata su di lui dalle stampe giapponesi e, nell'estate del 1888, affermò: «Il mio lavoro si è costruito, per così dire, su quello dei giapponesi. L'arte giapponese è in decadenza nella sua terra d'origine, ma cresce da nuove radici negli Impressionisti francesi». Del settembre dello stesso anno è invece la seguente lettera:
(Vincent van Gogh)

## Contenuti

### Autoritratti
Tra il 1886 e il 1889 van Gogh eseguì ben trentasette autoritratti dalla scavatissima penetranza psicologica, che consentono all'osservatore di cogliere agilmente le inquietudini che tormentavano incessantemente il suo animo. Questo genere fu particolarmente frequentato dal pittore esclusivamente dopo il trasferimento ad Anversa, quando egli iniziò a rimediare al suo aspetto malconcio e trasandato con una serie di aggiustamenti cosmetici volti a renderlo più attraente e, pertanto, maggiormente idoneo a una grande città: fu solo dopo che raggiunse un aspetto esteriore più curato che van Gogh iniziò a ritenere il genere dell'autoritratto meritevole di approfondimenti pittorici. Non va dimenticato, poi, che van Gogh era tormentato da una mancanza cronica di denaro e che pertanto trovava difficile reperire modelli disposti a posare per lui: la soluzione più semplice, anche se sofferta, era dunque posare per se stesso.
Quest'ultima circostanza affliggeva molto il pittore, non solo perché come si è visto prediligeva i ritratti, ma anche perché l'atto di eseguire un autoritratto esasperava la sua crisi esistenziale, siccome lo costringeva a mettere in discussione la propria identità, e a fronteggiare le sue pulsioni più segrete e laceranti. «Cerco una rassomiglianza più profonda di quella che raggiunge il fotografo» scrisse Vincent alla sorella, mentre a Théo rivelò: «Si dice, ed io ne sono fermamente convinto, che sia molto difficile conoscere se stessi. Tuttavia, non è di certo più semplice fare il proprio ritratto. I ritratti dipinti da Rembrandt, hanno qualche cosa in più del vero, contengono una rivelazione». I dipinti variano in intensità e colore e alcuni ritraggono l'artista con la barba e altri senza. Particolari sono gli autoritratti che lo rappresentano bendato, dipinti dopo l'episodio in cui lo ha visto recidersi un orecchio. L'Autoritratto senza barba, realizzato alla fine di settembre 1889, è uno dei dipinti più costosi di tutti i tempi essendo stato venduto per 71,5 milioni di dollari nel 1998 a New York. A quel tempo, era il terzo (o quarto per l'aggiustamento dovuto all'inflazione) dipinto più pagato di sempre. Questo quadro fu anche l'ultimo autoritratto di van Gogh e fu realizzato come regalo di compleanno per sua madre.
Tutti gli autoritratti dipinti a Saint-Rémy mostrano il lato del volto dell'artista con l'orecchio sano, cioè il destro. Tuttavia, essendo realizzati allo specchio, il lato sano che appare in questi dipinti è il sinistro.

### Ritratti
Van Gogh, noto per i suoi paesaggi, sembrava però avere la sua più grande ambizione nei ritratti. A proposito di essi, ebbe a dire: «L'unica cosa in pittura che mi emoziona nel profondo della mia anima, e che mi fa sentire più infinito di ogni altra cosa».
A sua sorella scrisse:
In generale, nei ritratti, egli si pone il problema di:

### Cipressi
Sono numerosi i dipinti di van Gogh che raffigurano cipressi. «Belli come obelischi egizi»: era questo il giudizio che van Gogh riservò a queste alberature, note per svettare maestosamente nel cielo, dominando il paesaggio circostante con la loro statuaria verticalità. Queste conifere, conosciute da tempi remotissimi, provenivano dalla regione dell'Europa orientale e conferivano alle colline francesi «un carattere mediterraneo, senza però assumere le connotazioni pittoresche di un bene geografico e climatico fruibile, di un cliché da cartolina postale per turisti» (Metzger). Van Gogh, poi, correla i cipressi alla cultura egizia, eppure è ben consapevole della luttuosa simbologia che gli gravita attorno (notoriamente, infatti, i cipressi sono piantati nei cimiteri): «Il cipresso rappresenta la macchia nera in un paesaggio sotto il sole, ma è una delle note nere più interessanti, fra le più difficili da azzeccare, tra quelle che posso immaginare». Ecco, allora, che nei cipressi sussistono, senza annullarsi a vicenda e l'uno accanto all'altro, impulsi contraddittori la vita e la morte, la tristezza più nera e abissale e la più piena gioia dell’oggi, e così via.
Durante l'estate del 1889, su richiesta della sorella Wil, il pittore realizzò diverse versioni più piccole di Campo di grano con cipressi. Queste opere sono caratterizzate da pennellate molto dense, già utilizzate tra l'altro per uno dei suoi dipinti più celebri, ovvero la Notte stellata. Le altre opere della serie sono simili negli elementi stilistici tra cui Cipressi con le Alpilles sullo sfondo (1889), Cipressi (1889), Cipressi con due figure (1889-1890), Strada con cipressi e stella (1890) e la Notte stellata sul Rodano (1888). Questi capolavori sono diventati sinonimo dell'arte di van Gogh attraverso la loro unicità stilistica.
Il Sentiero di notte in Provenza (1890), è un'opera dal soggetto irreale e artificiale, come in Notte stellata. Lo storico dell'arte Ronald Pickvance sostiene che questo dipinto rappresenti un'esperienza esaltata della realtà, una fusione tra Nord e Sud; Van Gogh e Gauguin, invece, indicano questo dipinto come un'«astrazione». Facendo riferimento a Cipressi con le Alpilles sullo sfondo, in una lettera a Theo, van Gogh scrisse: «Finalmente ho un paesaggio con i cipressi e anche un nuovo studio di una notte stellata».

### Fiori
Uno dei soggetti più ricorrenti nell'oeuvre di van Gogh sono i fiori, raffigurati sia in composizioni di ampio respiro, come Paesaggio di Arles con Iris, o in rappresentazioni esclusive. Queste opere, tutte di grande effetto decorativo, riflettono splendidamente gli interessi del pittore nel linguaggio cromatico della tecnica giapponese ukiyo-e di cui si era appassionato. Nella parabola artistica di van Gogh troviamo infatti raffigurati oleandri, papaveri, fiordalisi, peonie, crisantemi, rose, viscarie, zinnie, garofani, pratoline, erba cipollina, nontiscordardimé, lillà, margherite, gladioli, crisantemi, lunaria, violaciocche e persino fiori di campo. Nell'universo figurativo vangoghiano, poi, un posto di tutto rilievo spetta assolutamente ai girasoli, fiori ai quali il nome dell'artista è indissolubilmente legato. «Tu sai che Jeannin ha la peonia, che Quast ha la malva rosa, ma io ho il girasole […] se a quarant’anni dipingo i ritratti come i fiori sarò all'altezza di ogni altro artista» scrisse van Gogh al fratello Théo, aggiungendo poi: «Il girasole è mio, in un certo senso».
L'artista ha eseguito due serie di dipinti di girasoli: la prima mentre si trovava a Parigi nel 1887 e la seconda l'anno successivo, durante il suo soggiorno ad Arles. La prima serie, eseguita sotto la fascinazione dei dipinti di Adolphe Monticelli, raffigura i girasoli con lo stelo reciso e i petali martoriati: van Gogh si dimostra molto solidale alla tragica condizione di questi fiori che, lontani dalla terra che dà vita, vedranno presto morire la loro fragile bellezza. Ad Arles, invece, van Gogh realizzò la seconda serie dei girasoli, intendendo con essa decorare la stanza della «casa gialla» dedicata a Gauguin. Sono queste tele di particolare interesse in quanto furono realizzate in un periodo di raro ottimismo per l'artista: se nelle opere contadine di Nuenen non vi era spazio per l'allegria del colore, nei Girasoli di Arles van Gogh intreccia armoniosamente colore ed emozione, adottando una tavolozza vivace, gioiosa, solare. In questo modo Vincent riesce a sfuggire alla riflessiva e fuggevole immobilità delle tradizionali nature morte e dà vita a «nature vive», pulsanti di un'energia endogena, pregnante ed eterna, con i colori che «cantano» e intonano delicate sinfonie.
Se i girasoli sono sinonimo d'estate, van Gogh si fa cantore del miracolo primaverile della rinascita raffigurando invece iris e frutteti in fiore: sono ovviamente essenze vegetali appartenenti al mondo figurativo nipponico, a tal punto che è lecito parlare di «giapponiserie» floreali. Così come nei dipinti dei girasoli, gli iris vangoghiani «risplendono di luminosità propria» e «non sono oggetti passivi dell'irraggiamento solare, ma soggetti attivi, capaci di immergere il loro intorno in un terso chiarore» (Metzger). È del 1890 l'affascinante Ramo di mandorlo in fiore o Ramo di mandorlo fiorito, realizzato a Saint Rémy nel febbraio del 1890 e regalato da Van Gogh al fratello Théo e alla sua moglie Johanna in occasione della nascita del loro figlio Vincent Villem. L'opera, ispirata alle stampe giapponesi (di gran moda in quel momento), rappresenta un ramo di mandorlo fiorito, dai petali bianchi, quasi perlacei, che si stagliano in un cielo blu percorso da sfumature turchesi. Questa specie botanica rappresenta il simbolo della vita che nasce: il mandorlo, uno dei primi alberi in fiore, nel soleggiato sud, in quel febbraio annunciava infatti l'imminente primavera, come l'inizio di una nuova vita.

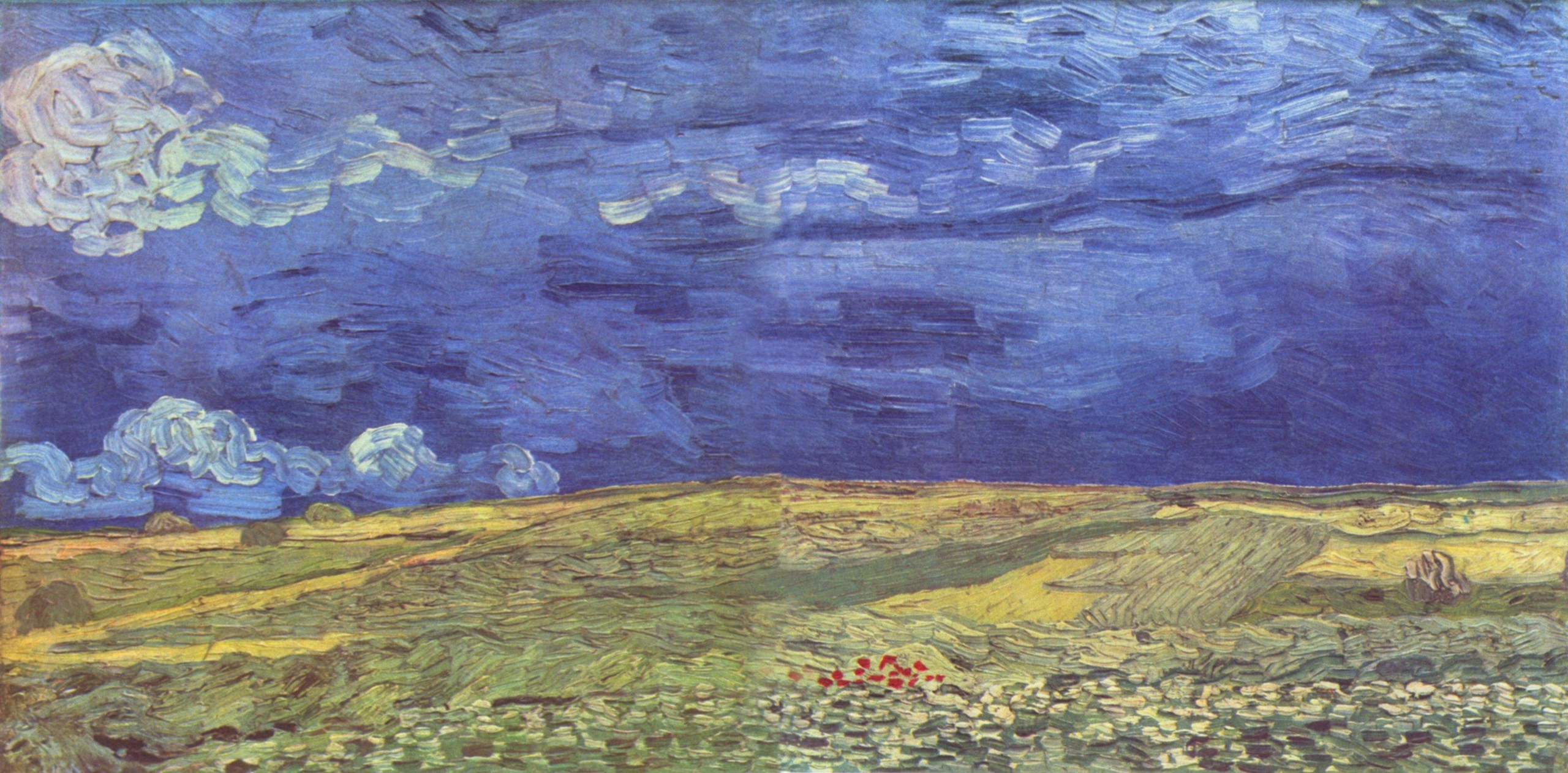
Campo di grano sotto cielo nuvoloso, 1890, Van Gogh Museum, Amsterdam

### Campi di grano
I passaggi intorno ad Arles sono dei soggetti che van Gogh dipinse in molte occasioni. Egli realizzò, infatti, una serie di dipinti raffiguranti raccolti, campi di grano e altri edifici rurali della zona, tra cui Il vecchio mulino (1888). Un ottimo esempio di questi dipinti ci viene fornito dalla serie dei campi di grano inviati poi a Pont-Aven, il 4 ottobre 1888, come scambio di lavori con Paul Gauguin, Émile Bernard e Charles Laval. In vari momenti della sua vita, van Gogh, dipinse ciò che vedeva dalle finestre delle sue abitazioni a L'Aia, Anversa, Parigi e dalla sua cella nel manicomio di Saint-Rémy.
Nel luglio del 1890 van Gogh scriveva che era assorbito «dalla pianura immensa contro le colline, sconfinata come il mare, gialla delicata». Era affascinato dai campi in maggio, quando il grano biondeggiava giovane e rigoglioso. Il tempo peggiorò nel mese di luglio, quando scrisse a Théo di aver visto «vasti campi di grano sotto cieli tormentati», aggiungendo che non aveva «bisogno di uscire dal mio modo di provare ed esprimere la tristezza e la solitudine estrema». In particolare, Campo di grano con volo di corvi è un'espressione convincente e commovente del tormentato stato d'animo dell'artista nei suoi ultimissimi giorni.

## Fortuna critica
Il pubblico iniziò a scoprire le opere di van Gogh alla fine degli anni 1880, quando il 3 settembre 1889 si inaugurò la quinta esposizione degli Indépendants. Qui erano esposte l'Iris e la Notte stellata sul Rodano: «Per cattiva che sia stata l'esposizione degli Indépendants, molte persone hanno visto i tuoi iris e ne parlano di tanto in tanto con me» afferma Théo nella lettera T20. Nel 1890 fu invece il turno della settima mostra del gruppo Les XX, dove l'arte vangoghiana fu energicamente difesa da Toulouse-Lautrec quando un certo Henry de Groux criticò velenosamente «quello schifo dei girasoli di un certo signor Vincent». Fu un avvenimento chiave: per la prima volta non solo si parlava dell'arte di van Gogh, ma questa era riuscita persino a procurarsi ferventi estimatori.

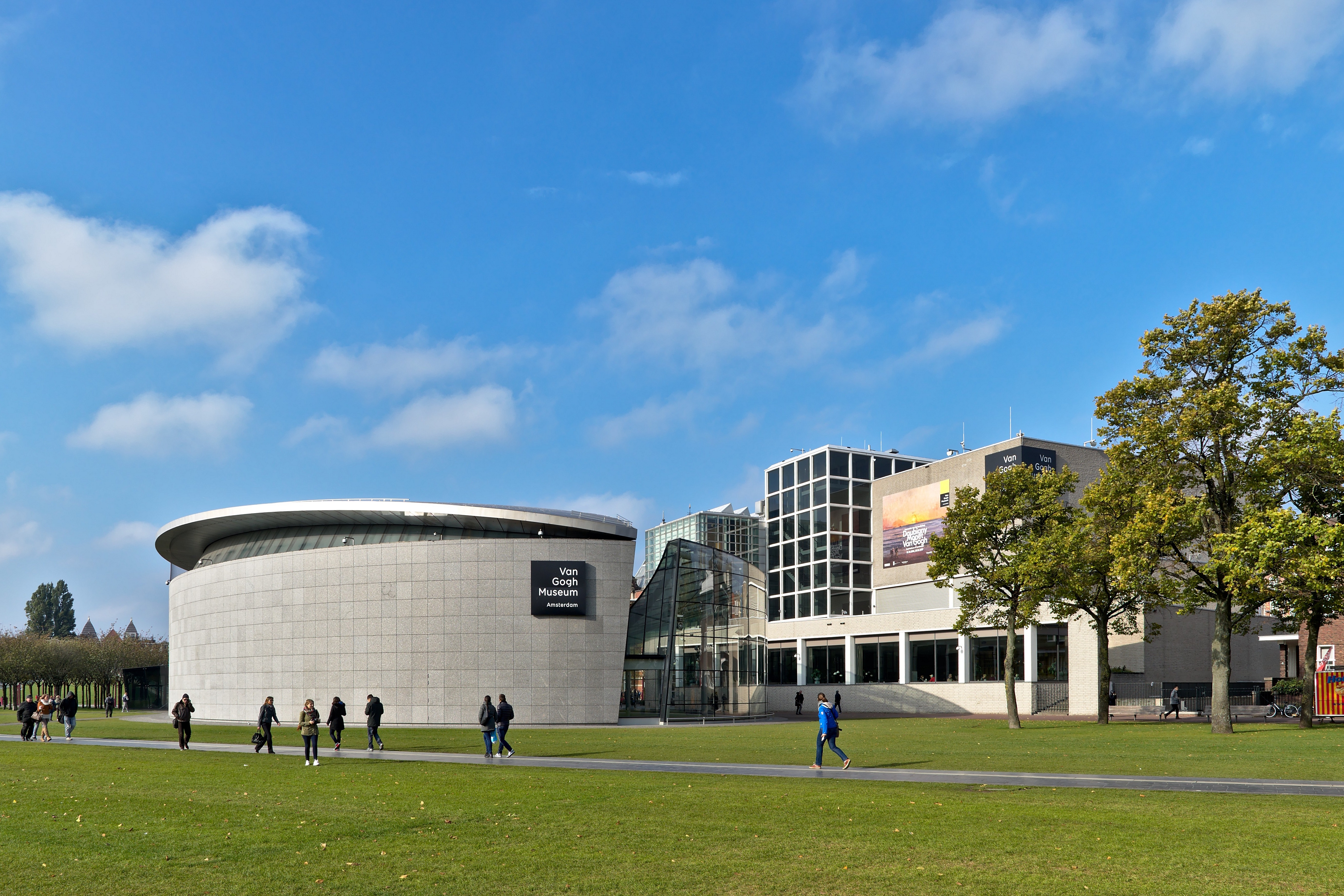
Fotografia dell'esterno del Van Gogh Museum ad Amsterdam

All'indomani della sua morte van Gogh fu sinceramente pianto da molti suoi conoscenti, a partire da Octave Mirbeau, che nel 1892 scrisse che si trattava «di una perdita infinitamente triste per l'arte ... il popolo non si è affollato ad un magnifico funerale e il povero Vincent van Gogh, la cui morte comporta l'esaurirsi di una bella fiamma di genio, è morto in maniera tanto oscura e negletta come ha vissuto». Ciò malgrado le sue opere in principio precipitarono in uno sfortunato destino: Théo, che avrebbe potuto consacrare la fama del fratello in maniera definitiva, morì nel gennaio 1891, seguito nella tomba nel 1892 dall'Aurier, uno dei critici d'arte che più supportavano Vincent. Gauguin, d'altronde, non desiderava affatto promuovere la reputazione del defunto amico.
La fortuna, tuttavia, arrivò finalmente ad arridere al pittore. Il culto vangoghiano fu infatti ravvivato dalla consistente serie di mostre commemorative tributategli in suo onore in tutti i musei del mondo. Importante è stato anche il contributo di Henk Bremmer, critico d'arte che si occupò di divulgare l'universo artistico vangoghiano in numerose lezioni e conferenze: fu merito suo se Helene Kröller-Müller si avvicinò all'arte di Vincent, arrivando a essere una sua avida collezionista (a tal punto che una rilevante parte delle opere del pittore oggi è esposta nel museo da lei fondato, il Kröller-Müller Museum). Non meno vigoroso è stato il retaggio che Vincent van Gogh ha tramandato alle generazioni di pittori a lui successive. Nella sua ultima lettera a Theo, Vincent ammise di non aver avuto figli, ma che considerava i suoi quadri come la sua più autentica progenie. Riflettendo su questo, lo storico Simon Schama ha concluso che van Gogh «ha avuto un bambino, l'Espressionismo, e molti, veramente molti eredi». Schama fa menzione poi un ampio numero di artisti che sono stati influenzati dallo stile di van Gogh, tra cui Willem de Kooning, Howard Hodgkin e Jackson Pollock. Di seguito si riportano le parole del critico d'arte Sue Hubbard: «All'inizio del XX secolo van Gogh ha fornito agli espressionisti un nuovo linguaggio pittorico. Ciò gli ha consentito di andare oltre l'apparenza e di penetrare le verità più profonde dell'essenza. Non a caso, proprio in quegli anni Freud approfondiva la conoscenza delle province del subconscio: tutto ciò rende van Gogh un pioniere dell'arte moderna».
L'interesse mai sopito per van Gogh è attestato non solo dalle vertiginose cifre di vendita raggiunte da alcuni suoi dipinti battuti all'asta (si pensi che nel 1990 il Ritratto del dottor Gachet è stato venduto per 82,5 milioni di dollari, 151.2 al netto dell'inflazione), ma anche dall'istituzione di un ente museale a lui dedicato, il museo van Gogh di Amsterdam, organo principe nei Paesi Bassi e nel mondo per l'esposizione dei dipinti vangoghiani. Van Gogh, in ogni caso, è ben rappresentato anche nel Kröller-Müller Museum, come si è già detto, nel Museum of Modern Art di New York (dov'è esposta la Notte stellata), al museo d'Orsay di Parigi e alla National Gallery di Londra.
Con lo sviluppo della cinematografia, van Gogh è protagonista di numerosi film: sono una trentina le pellicole e i telefilm dedicati al grande artista olandese. Del 1948 il cortometraggio Van Gogh di Alain Resnais. Il più noto è forse Brama di vivere, del 1956, di Vincente Minnelli con Kirk Douglas nel ruolo di van Gogh e Anthony Quinn in quello di Paul Gauguin. Nel film Vincent & Theo, del 1990, di Robert Altman, il personaggio del pittore è interpretato da Tim Roth.; altri film sul pittore sono Vincent van Gogh (1988) di Veli-Matti Saikkonen e Van Gogh di Maurice Pialat, uscito nel 1991 e interpretato da Jacques Dutronc. La locandina del film Midnight in Paris di Woody Allen è un chiaro riferimento a Notte stellata.. Del 1985 è invece Besuch bei Van Gogh. Van Gogh è rappresentato anche in uno degli otto episodi del film Sogni di Akira Kurosawa, intitolato Corvi e interpretato dal regista Martin Scorsese.
Nel 2018 l'attore Willem Dafoe ha interpretato Vincent Van Gogh nel film Van Gogh - Sulla soglia dell'eternità, aggiudicandosi la Coppa Volpi al Festival del Cinema di Venezia.
I quadri di Van Gogh rientrano tra i dipinti più costosi al mondo, in particolare:
- Contadina in un campo di grano, del 1890, fu acquistato per la cifra di 47 milioni di dollari nel 1997, nel nuovo secolo ne vale all'incirca 63 milioni.
- Un quadro appartenente alla serie dei I girasoli datato 1888 è stato battuto all'asta per 39.7 milioni di dollari nel 1987, in seguito la valutazione è salita a 74 milioni.
- Campo di grano con cipressi del 1889 è stato battuto all'asta per 57 milioni di dollari.
- Ritratto di Joseph Roulin, del 1889, è stato acquistato dal Museum of Modern Art di New York per 58 milioni di dollari.
- Iris è stato acquistato per 53 milioni di dollari, in seguito la valutazione è salita a 101 milioni.
- Ritratto del dottor Gachet è il quadro più costoso di Van Gogh, battuto all'asta per 82,5 milioni di dollari, il suo valore si aggira sui 135 milioni di dollari.

## Filmografia
- Van Gogh (Van Gogh), regia di Alain Resnais (1948), cortometraggio documentario
- Brama di vivere (Lust for Life), regia di Vincente Minnelli (1956)
- Van Gogh: buio nella luce (Van Gogh: Darkness Into Light), regia di Fritz Goodwin (1956), documentario
- Van Gogh (Van Gogh), regia di Thomas Fantl (1969), film tv
- Vincent the Dutchman, regia di Mai Zetterling, scritto da David Hughes, episodio della serie tv Omnibus (1972)
- Mon cher Théo Van Gogh, regia di Max Gérard (1980), cortometraggio
- Le voyage du Hollandais, regia di Charles Brabant (1981), film tv
- Besuch bei Van Gogh, regia di Horst Seemann (1985)
- Vincent: la vita e la morte (Vincent), regia di Paul Cox (1987), film d'animazione
- Vincent van Gogh (Vincent van Gogh), regia di Veli-Matti Saikkonen (1988), film tv
- Vincent Van Gogh - Der Weg nach Courrières, regia di Christoph Hübner e Gabriele Voss (1989), documentario
- Langs de kant van de weg, regia di Jan Keja (1990), film tv
- Vincent & Theo (Vincent & Theo), regia di Robert Altman (1990)
- La Veillée, regia di Samy Pavel (1990)
- Sogni (夢 Yume), regia di Akira Kurosawa (1990), episodio Corvi
- Vincent et moi, regia di Michael Rubbo (1990)
- The Irises, regia di Suzanne Gervais e Jacques Giraldeau (1991), cortometraggio d'animazione
- Van Gogh (Van Gogh), regia di Maurice Pialat (1991)
- Post-Impressionists: Van Gogh, regia di Bob Carruthers, Ronald Davis e Dennis Hedlund (2000), documentario
- "Biography" - The Post-Impressionists: Van Gogh & Gauguin, regia di Bruce Alfred (2003), documentario
- Vincent: The Full Story, regia di Mark James (2004), serie tv documentario
- Vincent van Gogh: 42 Self Portraits, regia di Dane Picard (2004), cortometraggio d'animazione
- The Eyes of Van Gogh, regia di Alexander Barnett (2005)
- Simon Schama's Power of Art, episodio 6 (2006), serie tv BBC scritta e presentata da Simon Schama
- The Yellow House, regia di Chris Durlacher (2007), film tv
- Van Gogh - Lettere dalla follia (Van Gogh: Painted with Words), regia di Andrew Hutton (2010), film tv
- Vincent e il Dottore (Vincent and the Doctor), episodio di Doctor Who (serie tv), quinta stagione (2018)
- Vincent Van Gogh - Un Nuovo Modo Di Vedere (Vincent Van Gogh: A New Way Of Seeing), regia di David Bickerstaff (2015) - documentario della serie "Exhibition On Screen"
- Loving Vincent (Loving Vincent), regia di Dorota Kobiela e Hugh Welchman (2017) - film d'animazione
- Van Gogh - Tra il grano e il cielo, regia di Giovanni Piscaglia (2018) - documentario
- Van Gogh - Sulla soglia dell'eternità (At Eternity's Gate), regia di Julian Schnabel (2018)
- Van Gogh E Il Giappone (Van Gogh & Japan), regia di David Bickerstaff (2019) - documentario della serie "Exhibition On Screen"
- Van Gogh - I Girasoli (Sunflowers: From The Van Gogh Museum Amsterdam), regia di David Bickerstaff (2021) - documentario della serie "Exhibition On Screen"

## Altre opere sul soggetto
- Vincent, brano musicale del cantautore statunitense Don McLean, tratto dall'album American Pie (1971). Di questo brano esistono almeno due cover italiane: 
  - Come un anno fa - testo di Francesco De Gregori, cantata da Little Tony
  - Vincent - testo ed esecuzione di Roberto Vecchioni, tratta dall'album Canzoni e cicogne (2000).
- Cube Escape: Arles (2015), videogioco sviluppato dalla Rusty Lake
- Mica van Gogh[115] (2014), singolo dell'album Museica[116] di Caparezza
- Sayonara Sorcier (2014), manga di Hozumi sul rapporto fra Vincent e suo fratello Theo van Gogh
- Café Vincent (2019), commedia musicale scritta e diretta da Andrea Ortis con musiche di Antonello Capuano